# Pezza onorevole

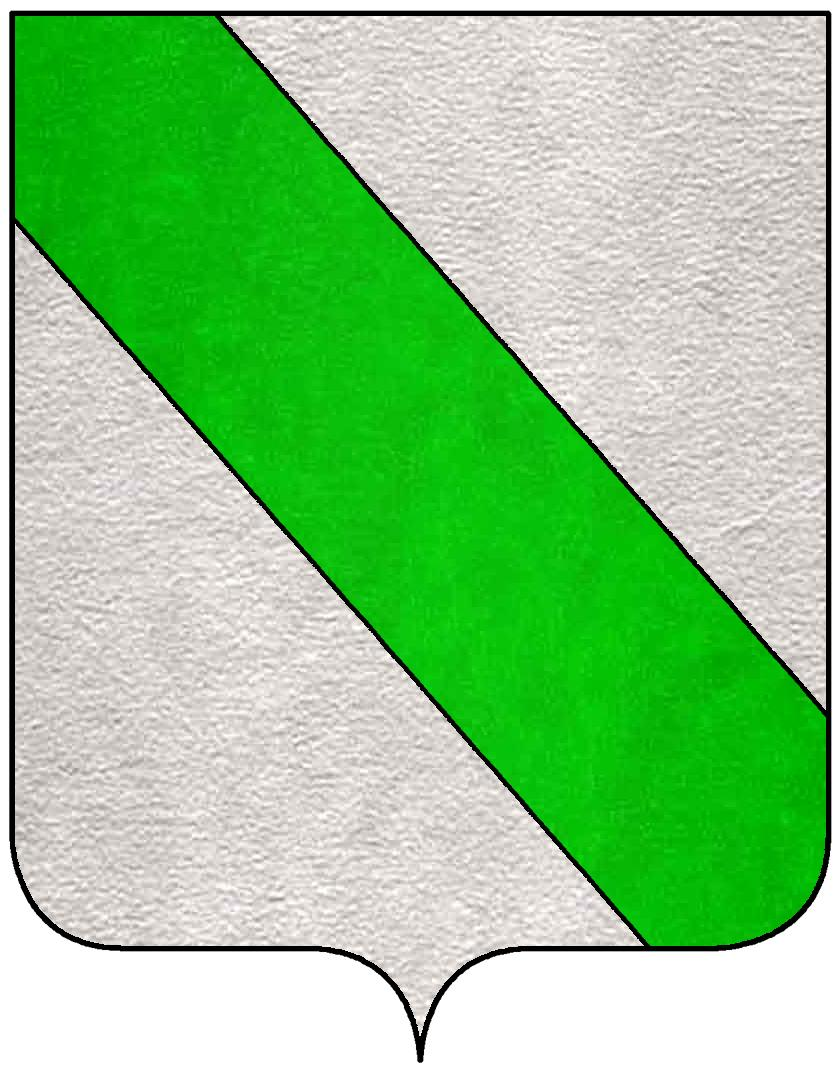
banda
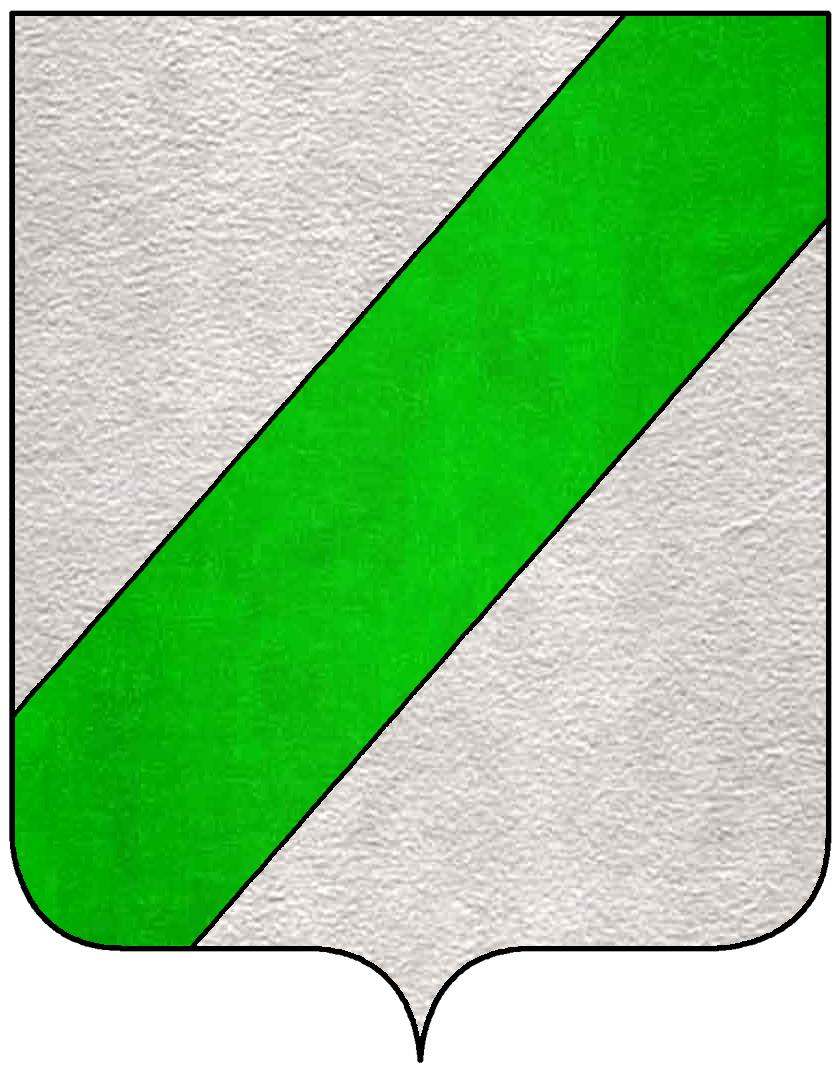
sbarra
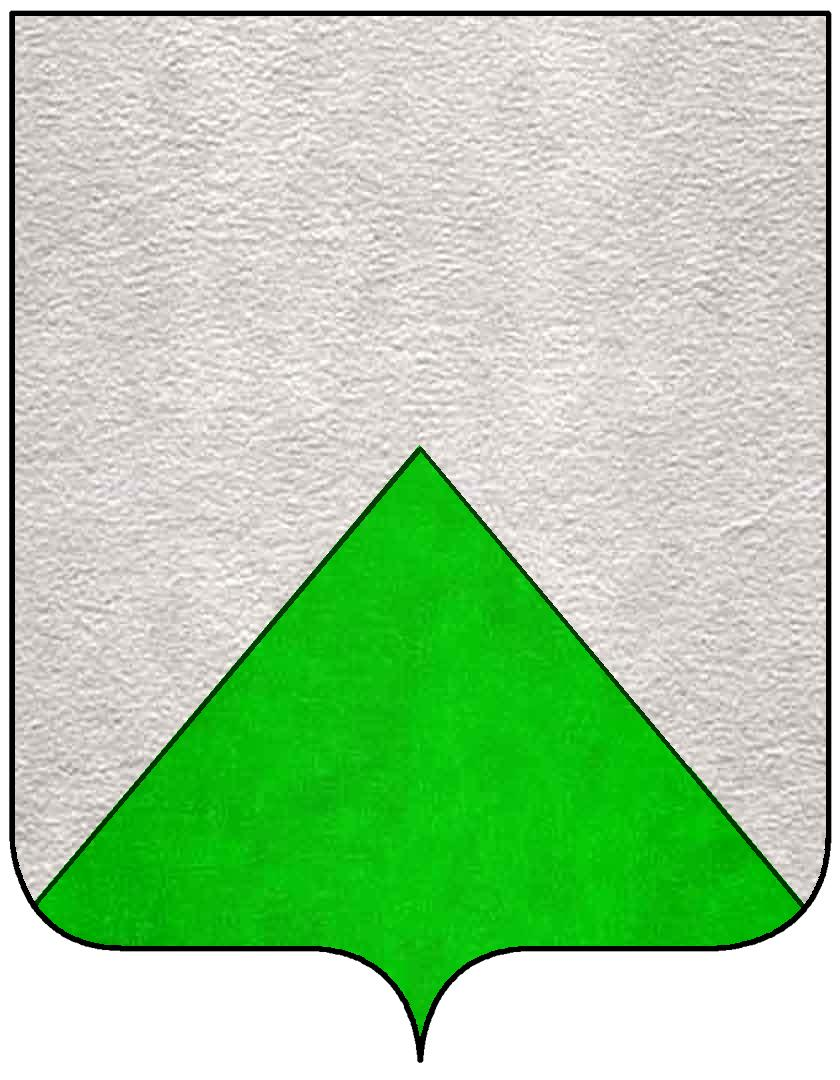
punta

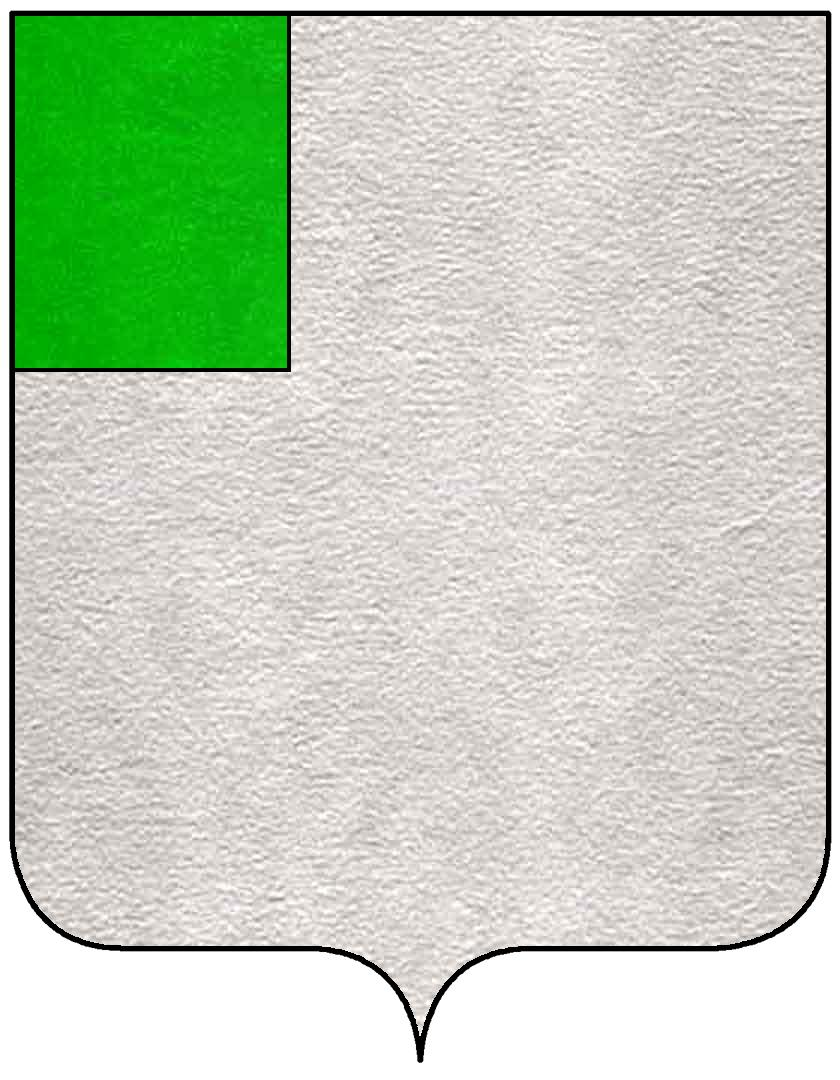
Cantone
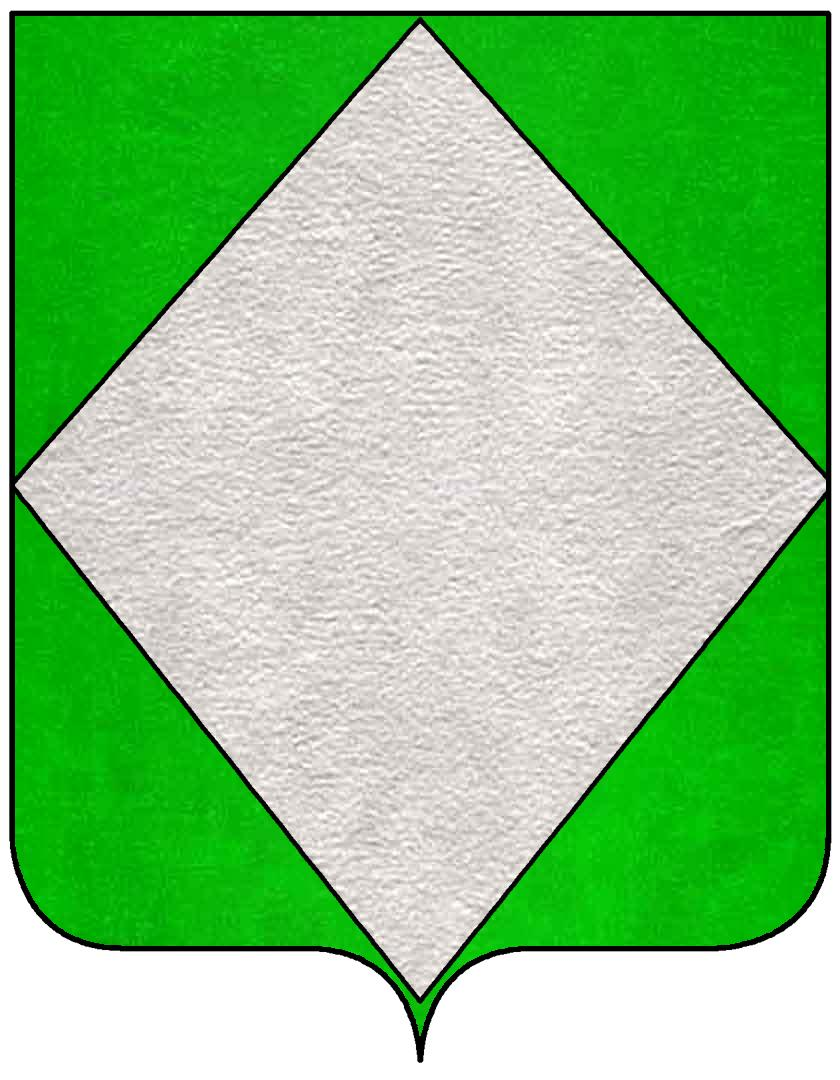
Vestito
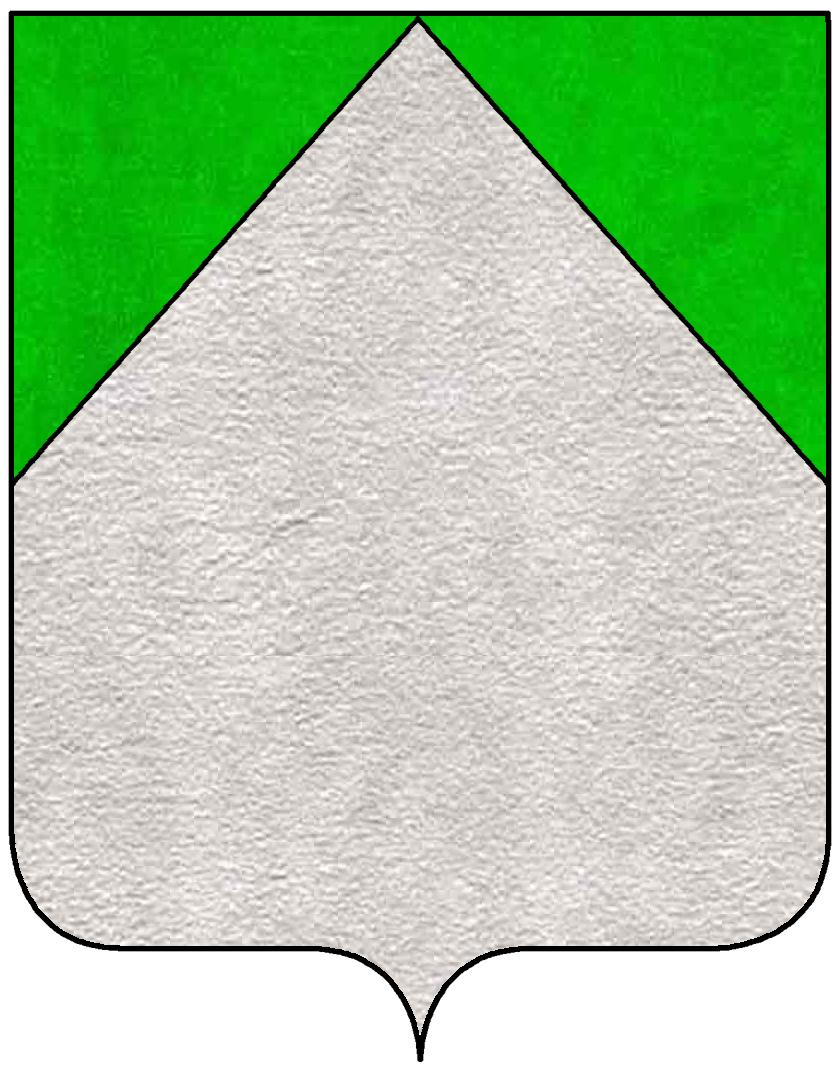
Cappato

In araldica col termine pezze onorevoli si indicano tutti quei carichi araldici che hanno una posizione predeterminata, e di norma invariabile, sul campo dello scudo. La posizione rimane la stessa anche quando le pezze sono inserite su partizioni dello scudo che, in tal caso, vengono considerate come se fossero uno scudo intero.
Rientrano fra questi carichi anche le pezze diminuite cioè quelle che derivano dalle pezze onorevoli, di cui hanno la forma, ma con dimensioni ridotte per consentirne la presenza sullo scudo in numero superiore all'unità. In genere le pezze diminuite, nel loro insieme, occupano lo stesso spazio occupato dalla pezza onorevole da cui derivano
In linea di massima le pezze onorevoli sono figure formate da linee di partizione. Sono il palo, la fascia, la banda, la sbarra, la croce, il decusse, la pergola, lo scaglione, il capo.
Le pezze onorevoli, dette anche pezze di primo ordine, costituiscono una parte delle pezze araldiche e formano un elenco variabile a seconda degli autori.
Una possibile suddivisione delle pezze onorevoli ne prende in esame le forme base e quelle derivate e può essere rappresentata da:
- forme semplici

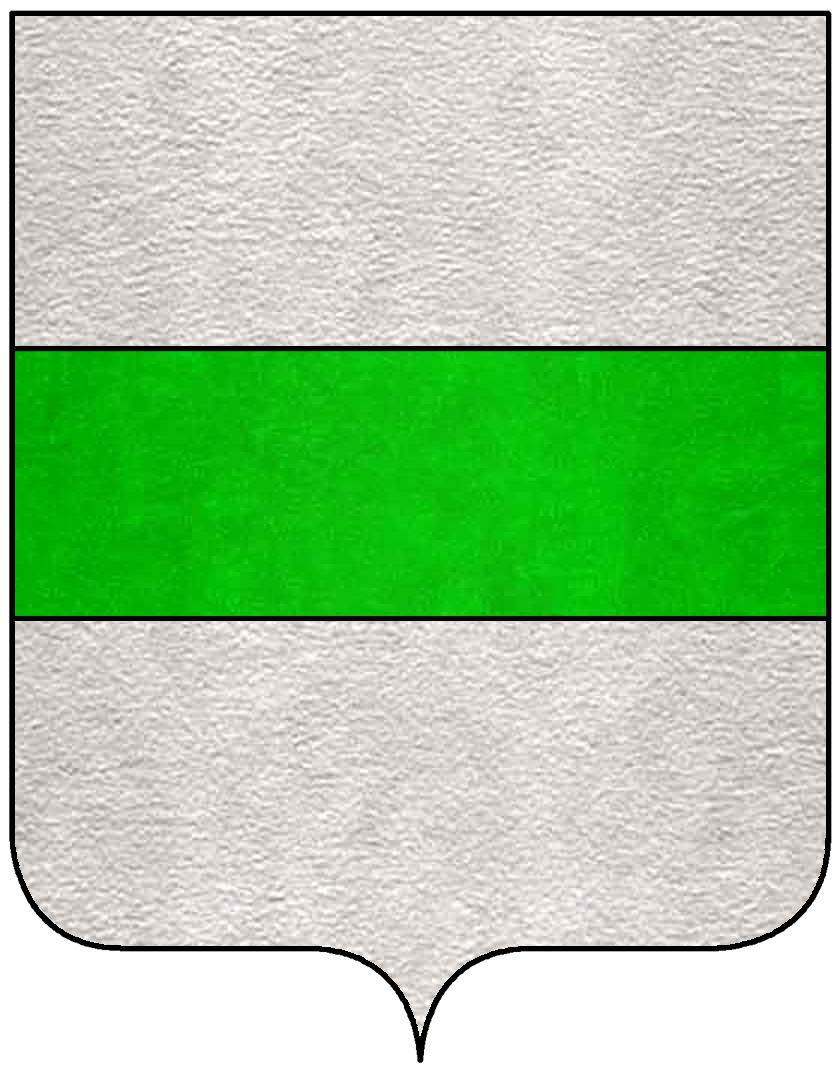
fascia
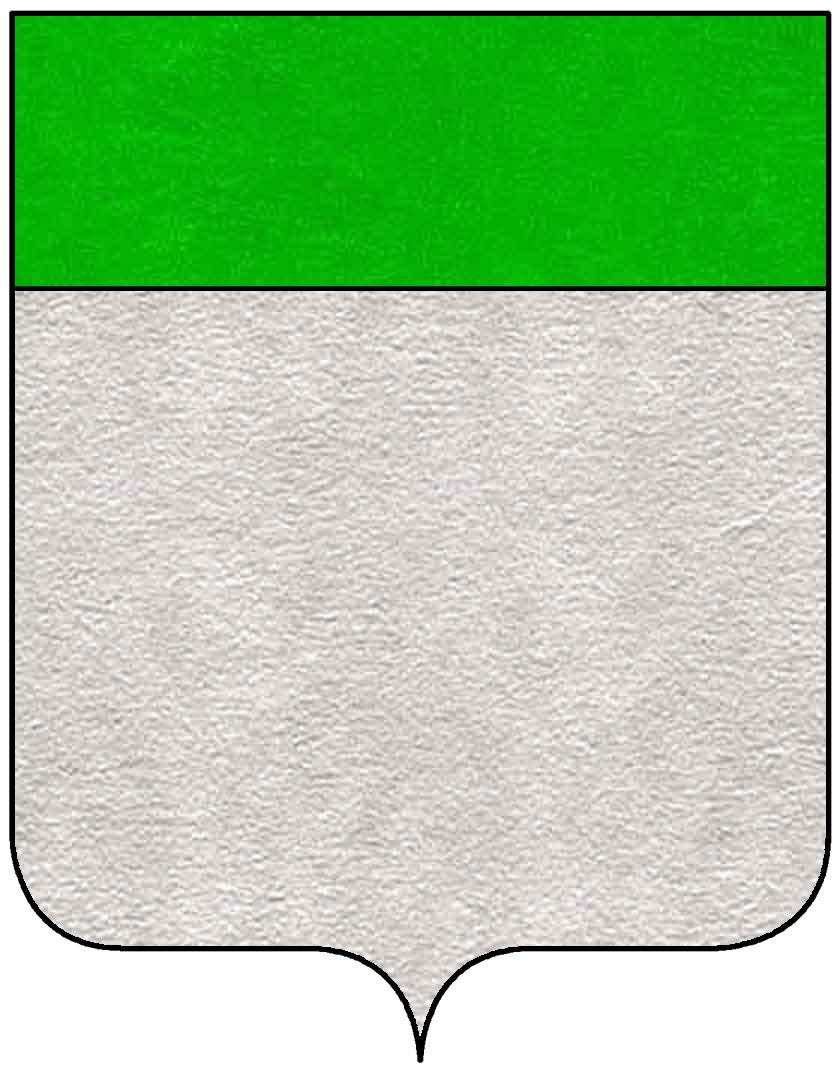
capo
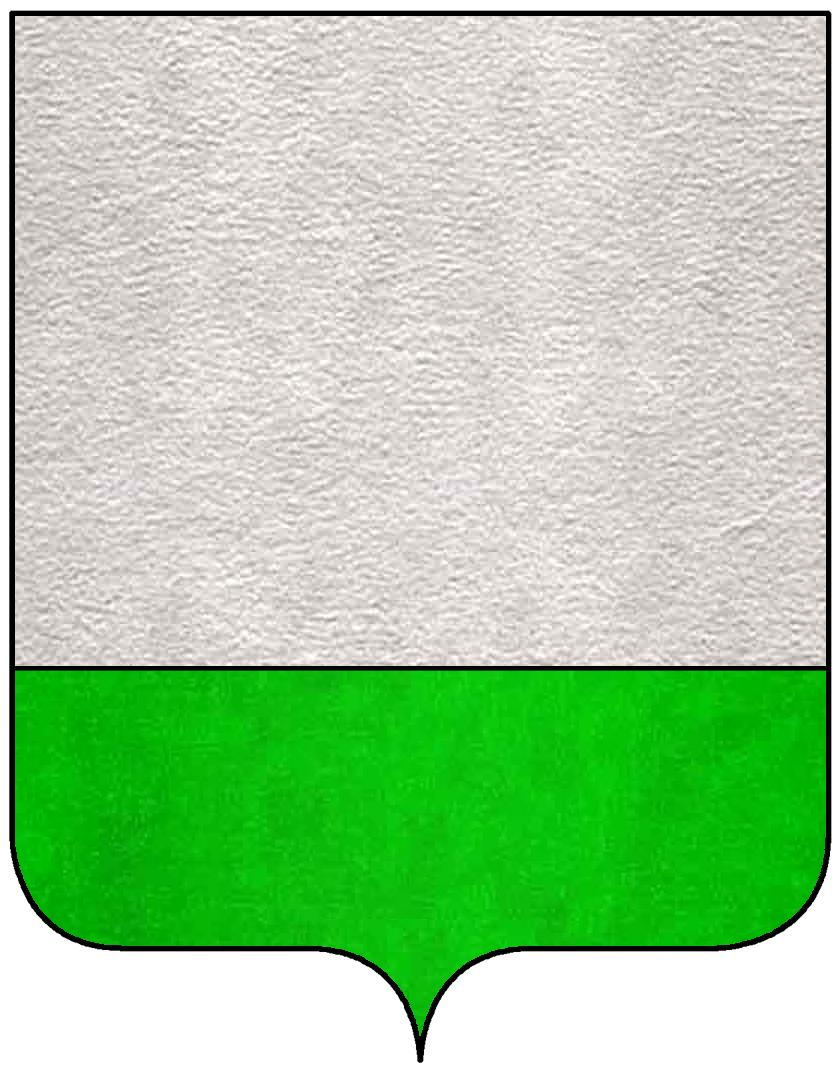
campagna

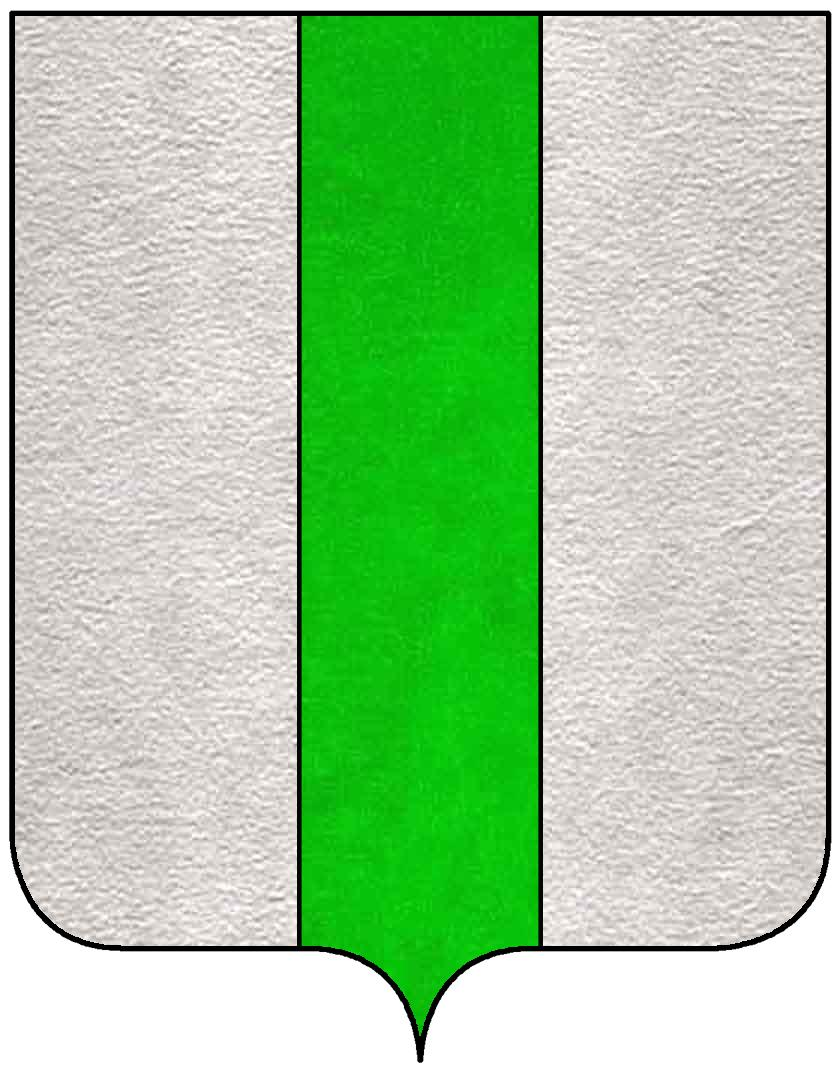
palo
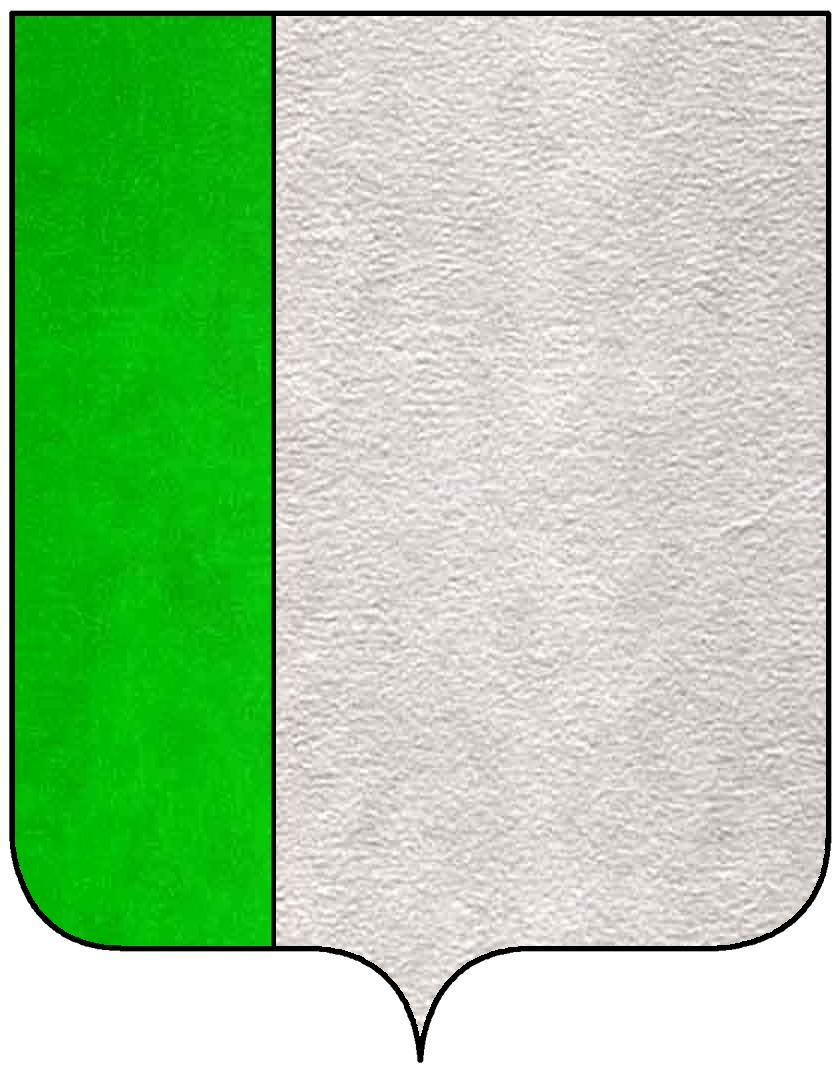
fianco destro
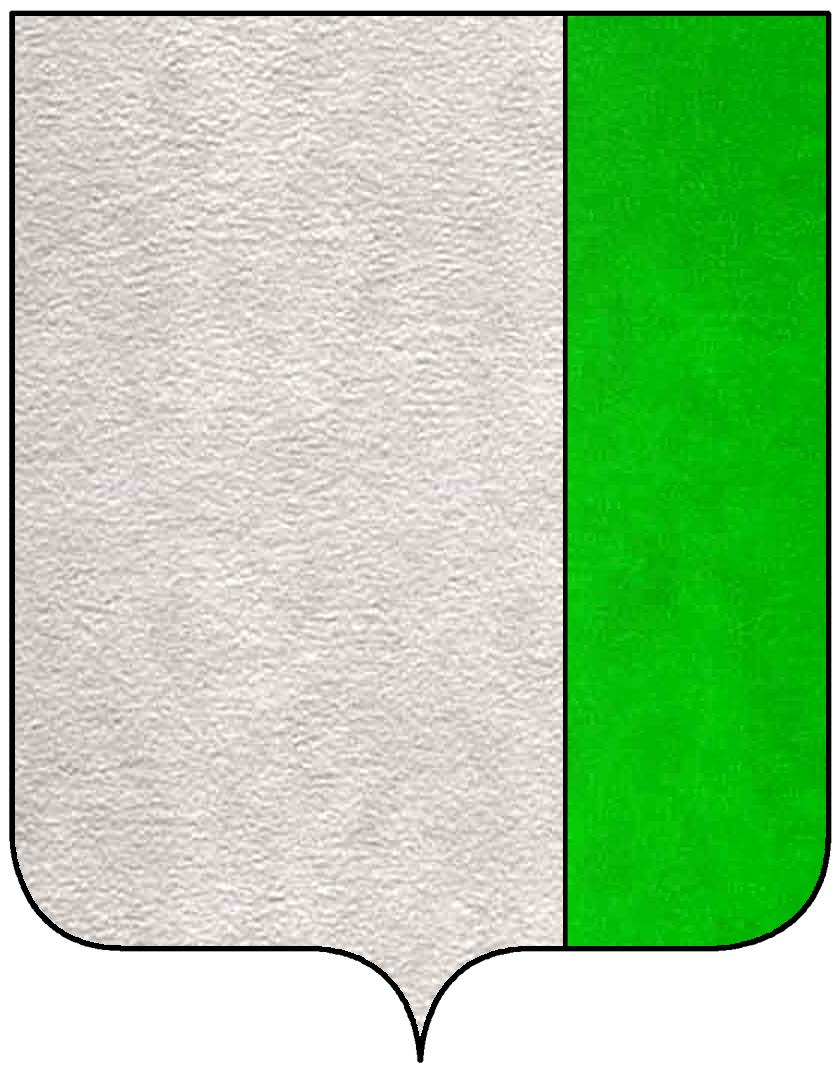
fianco sinistro

- banda
- sbarra
- punta

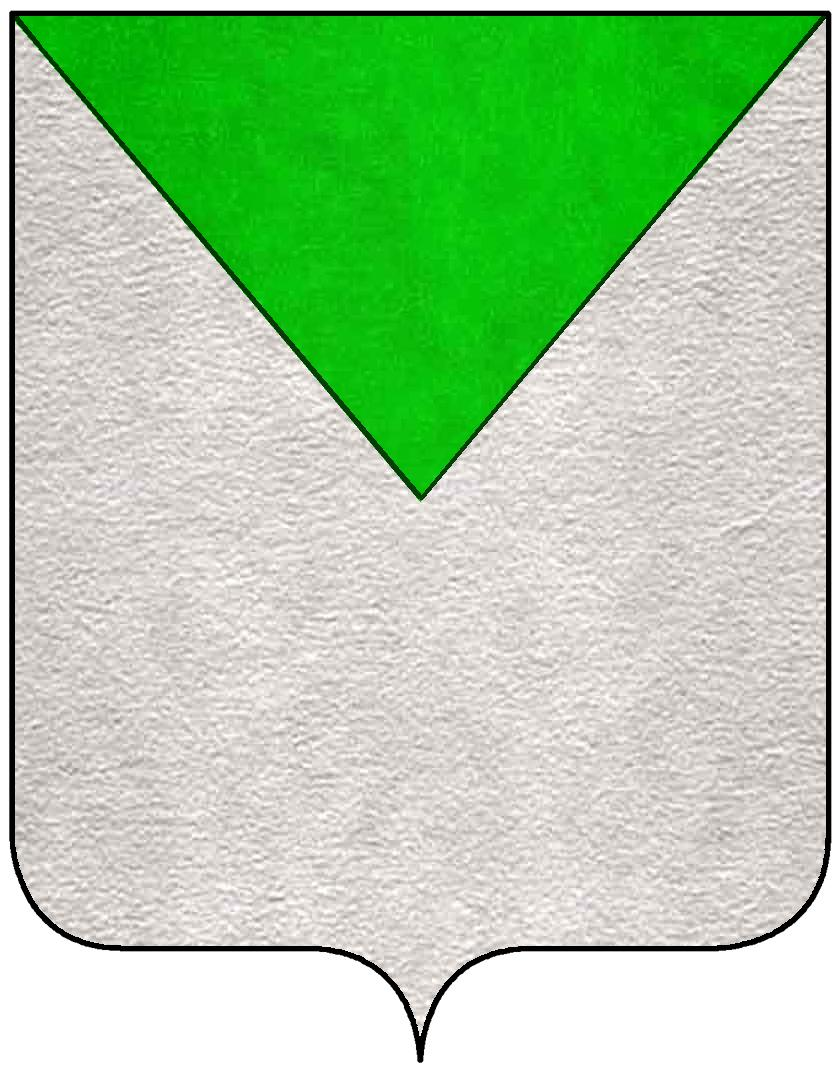
punta rovesciata

- forme derivanti dalla giustapposizione di due forme semplici complete

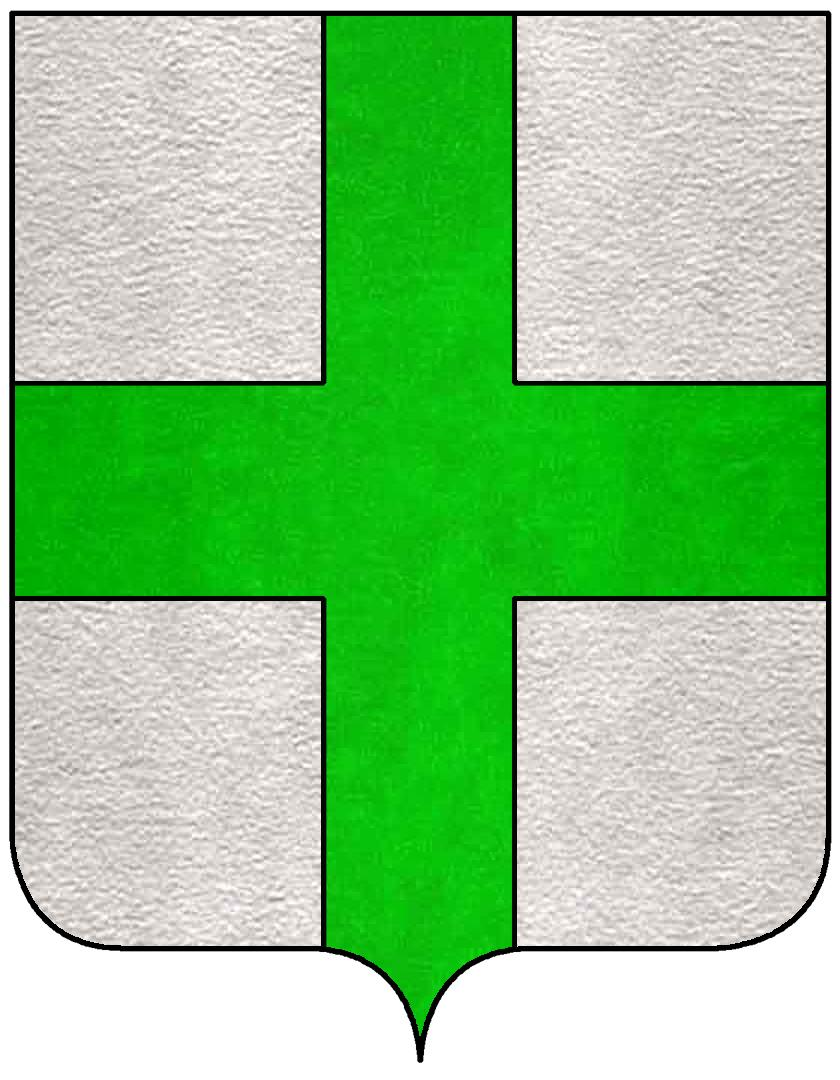
Croce (palo + fascia)
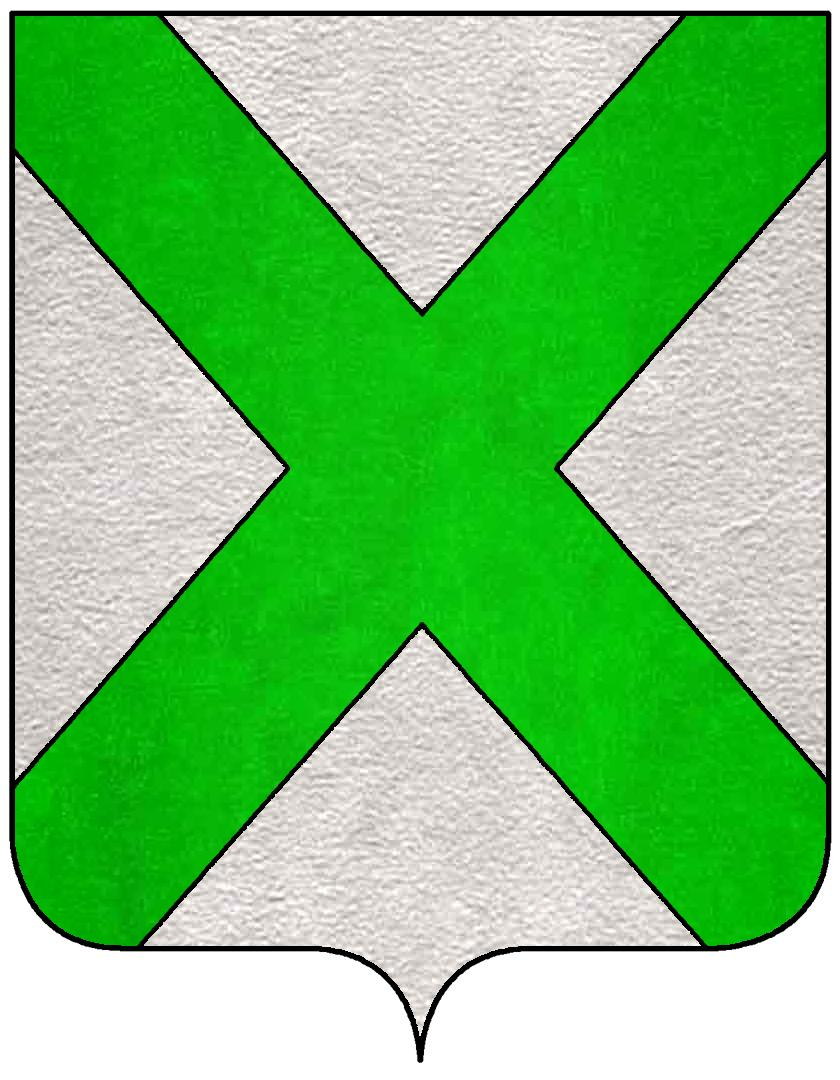
Decusse (banda + sbarra)
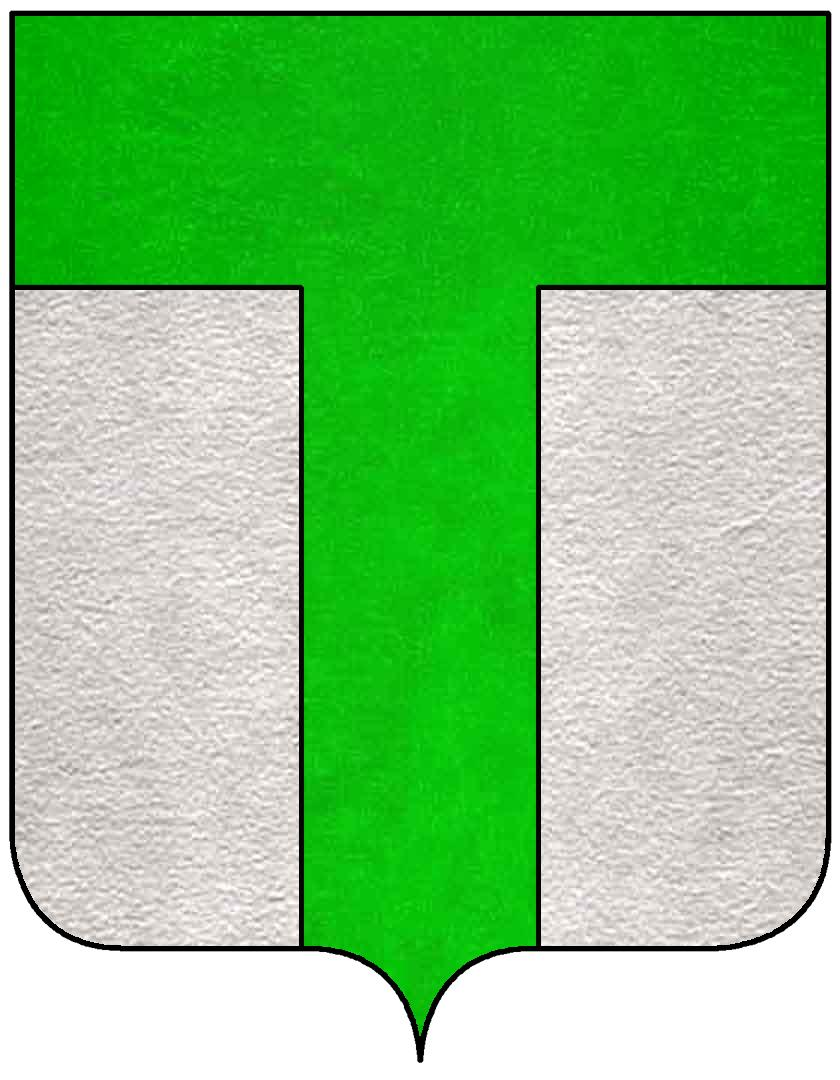
Capo-palo (capo + palo)

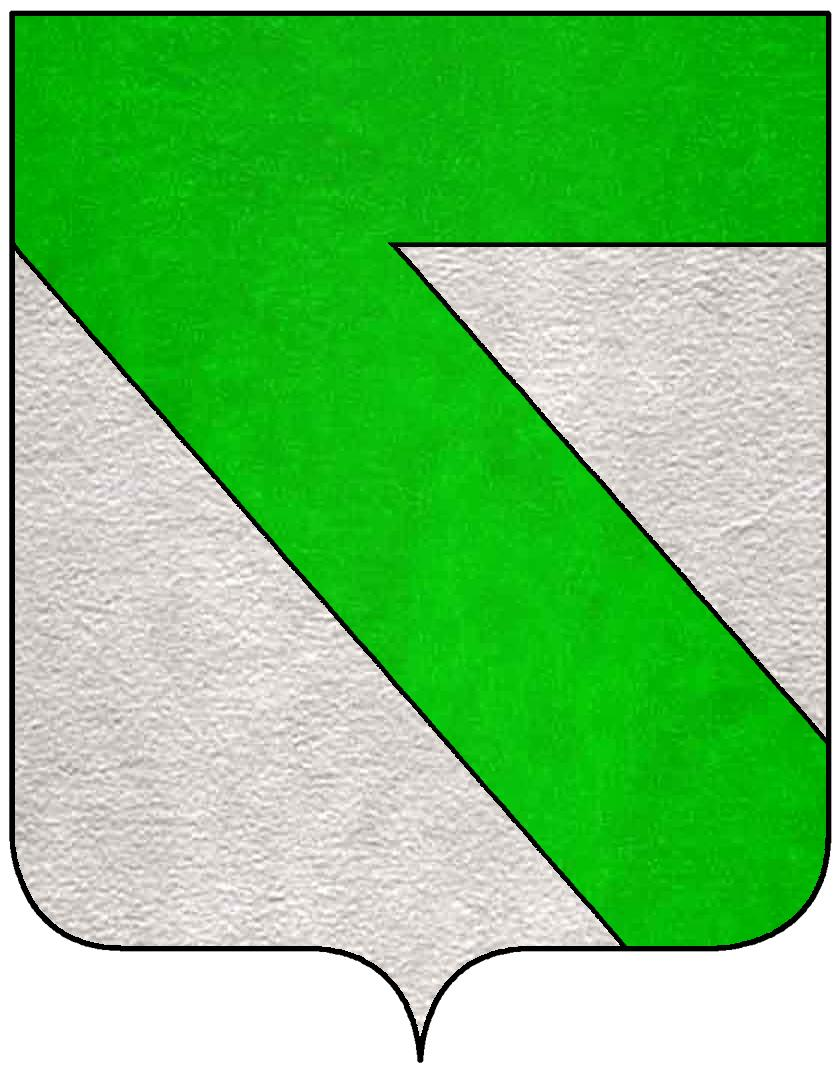
Capo-banda (capo + banda)
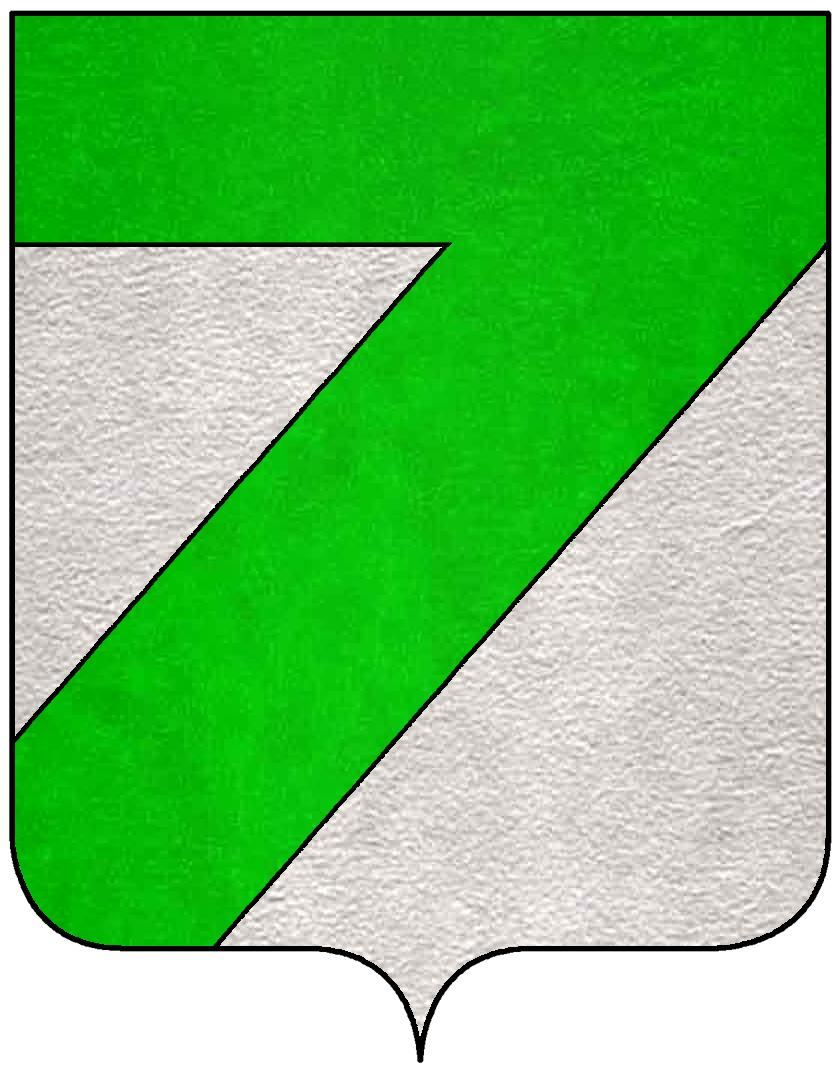
Capo-sbarra (capo + sbarra)
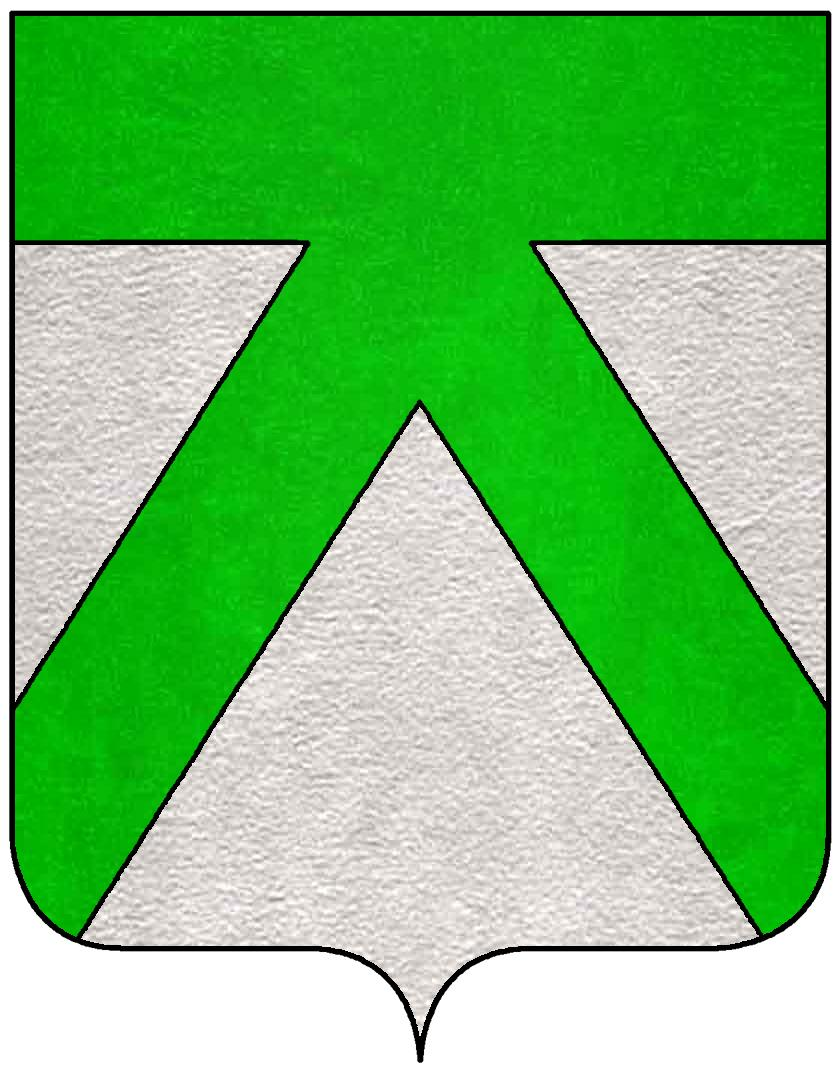
Capo-scaglione (capo + scaglione)

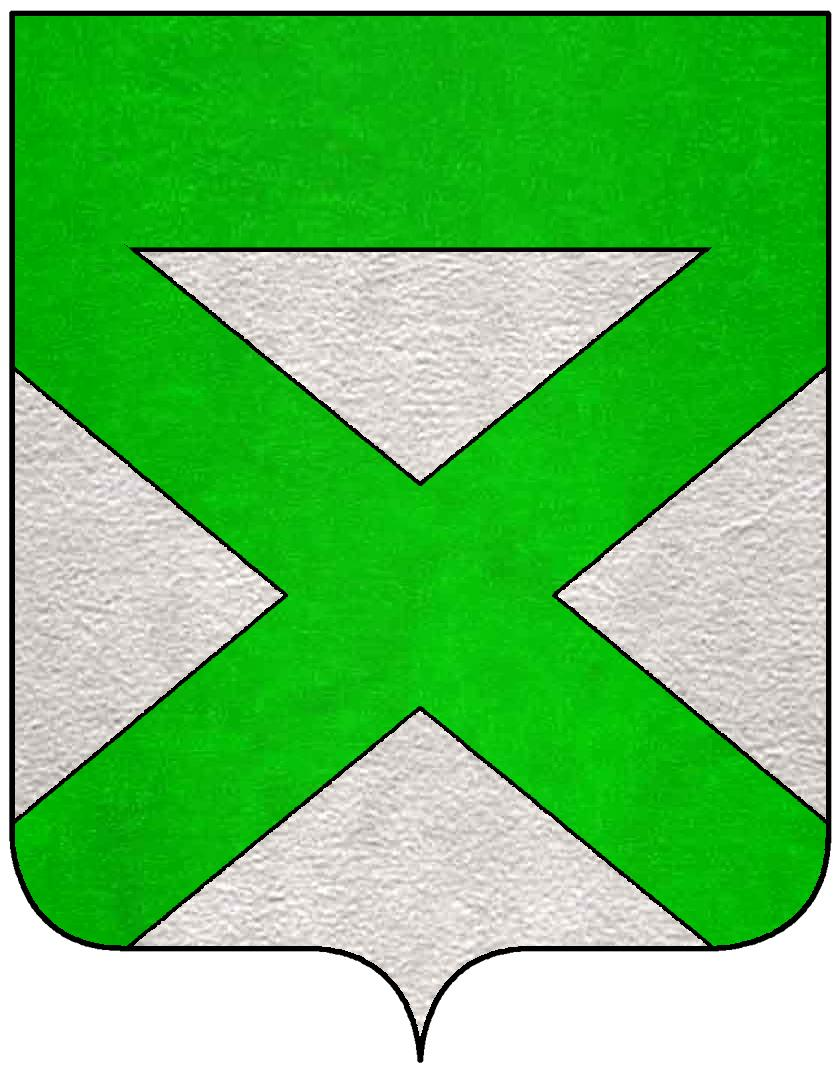
Capo-decusse (capo + decusse)
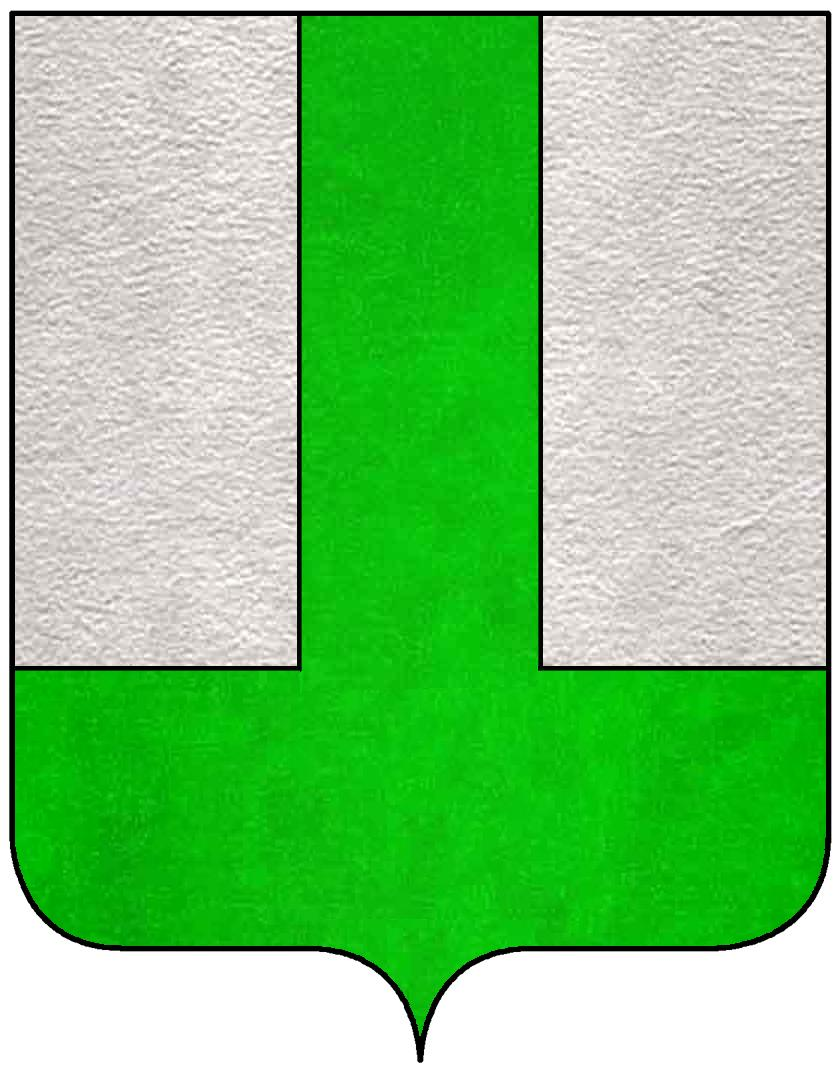
Campagna-palo (campagna + palo)
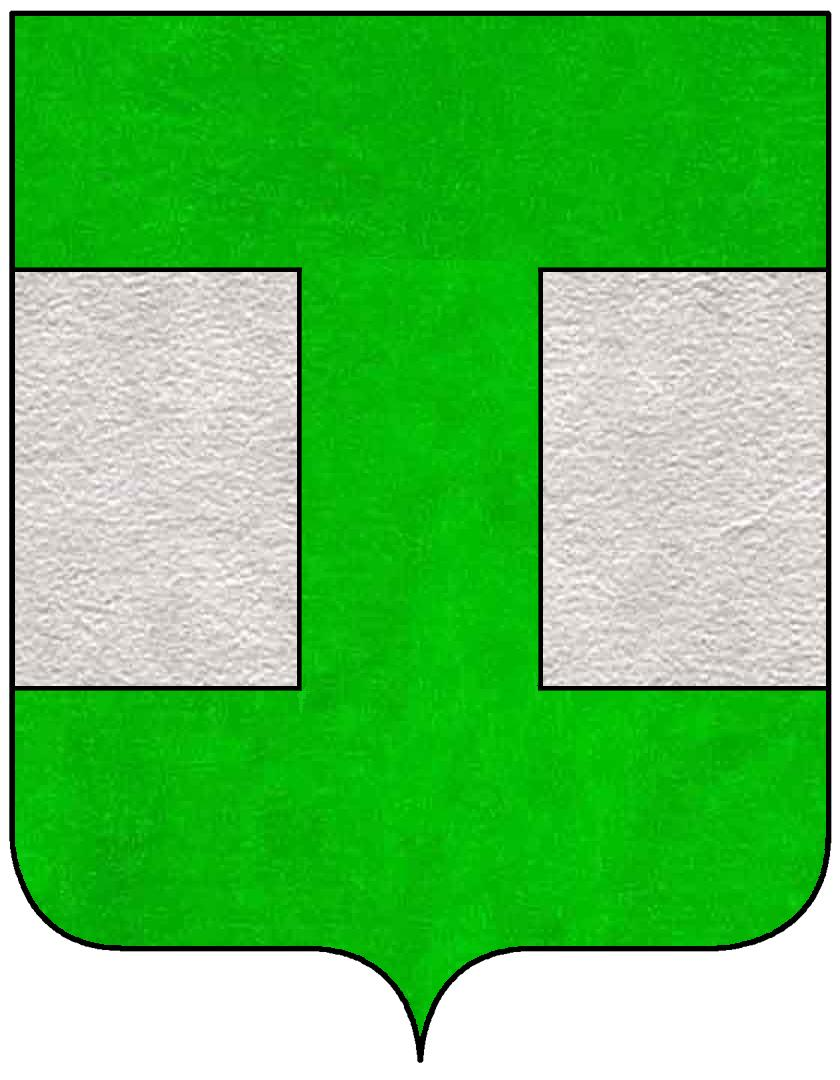
Capo-campagna-palo (capo + campagna + palo)

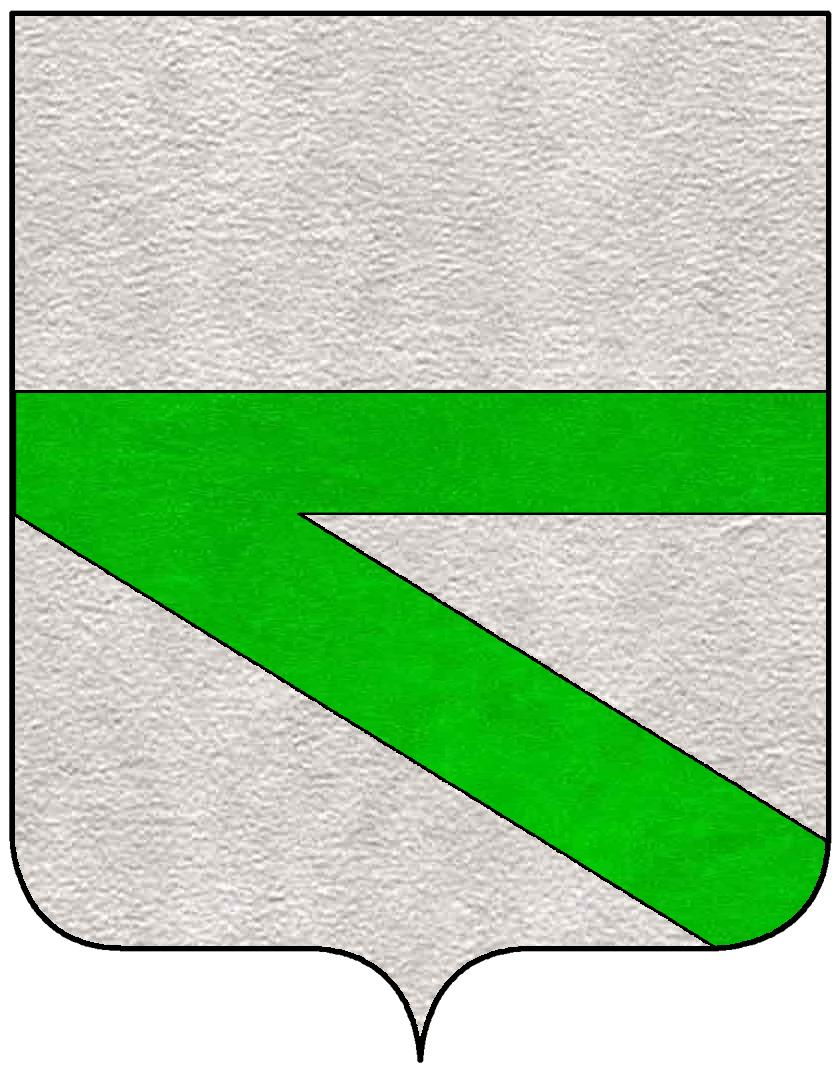
Fascia-banda (fascia + banda)
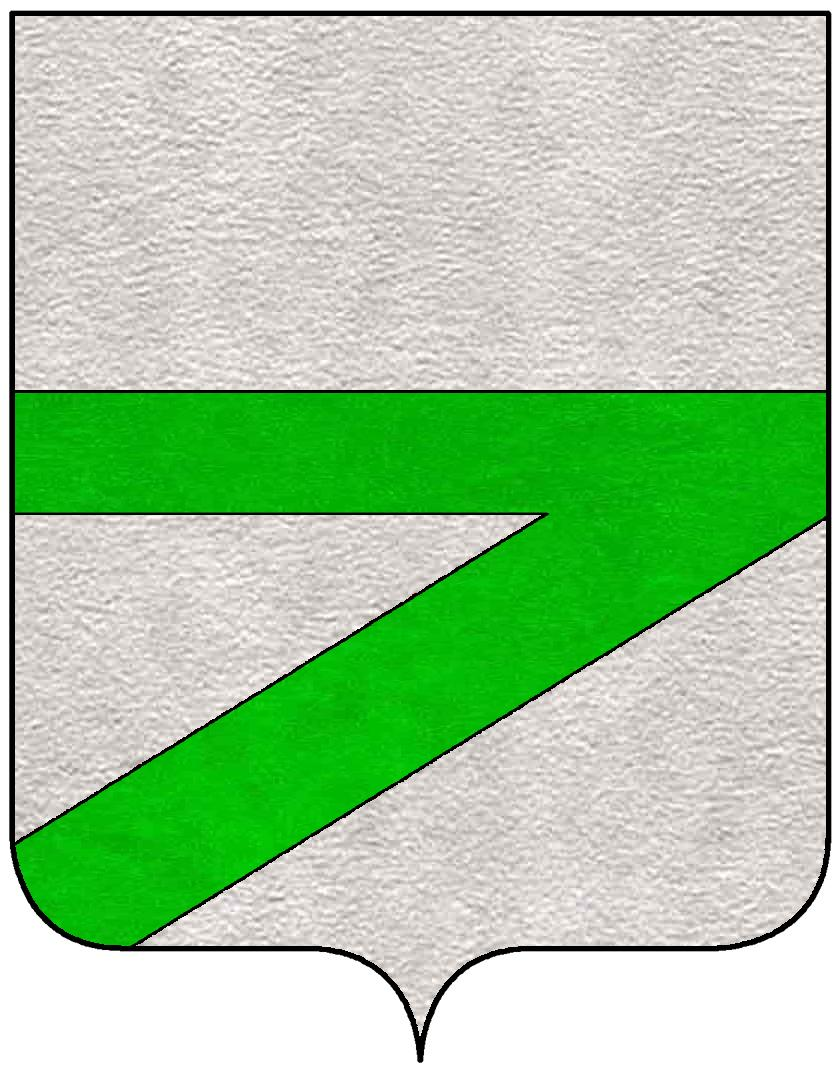
Fascia-sbarra (fascia + sbarra)
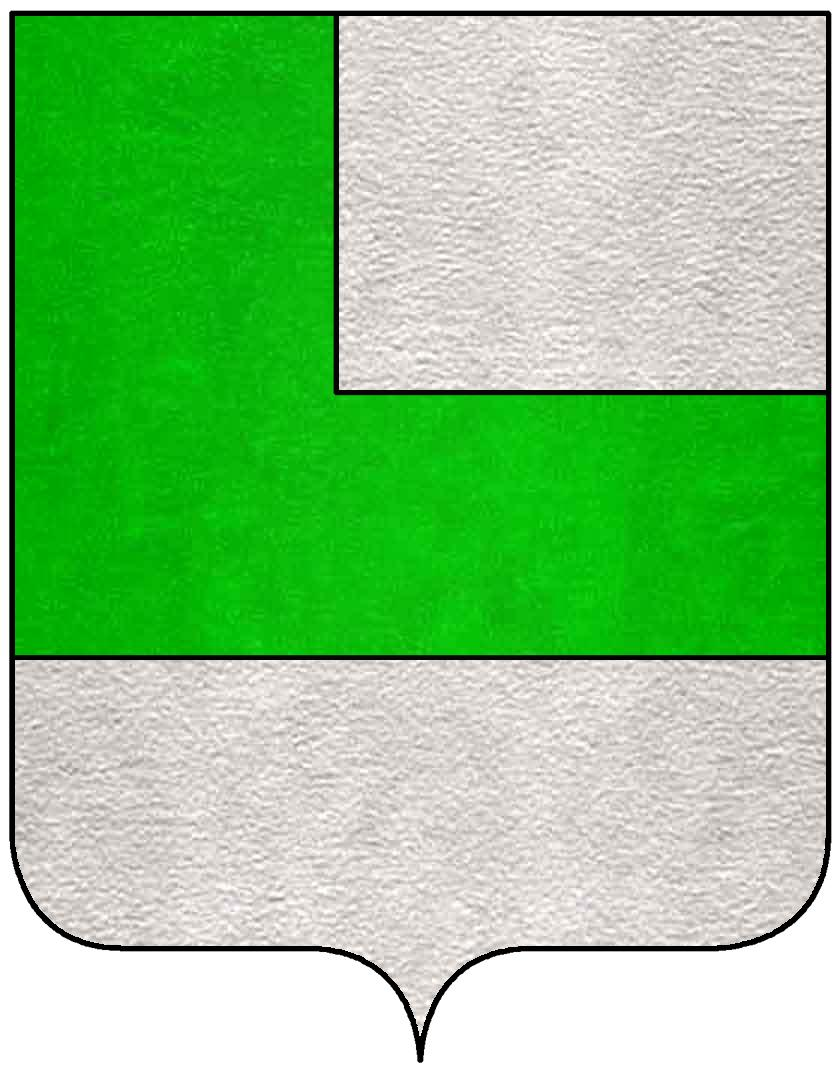
Fascia-cantone (fascia + cantone)

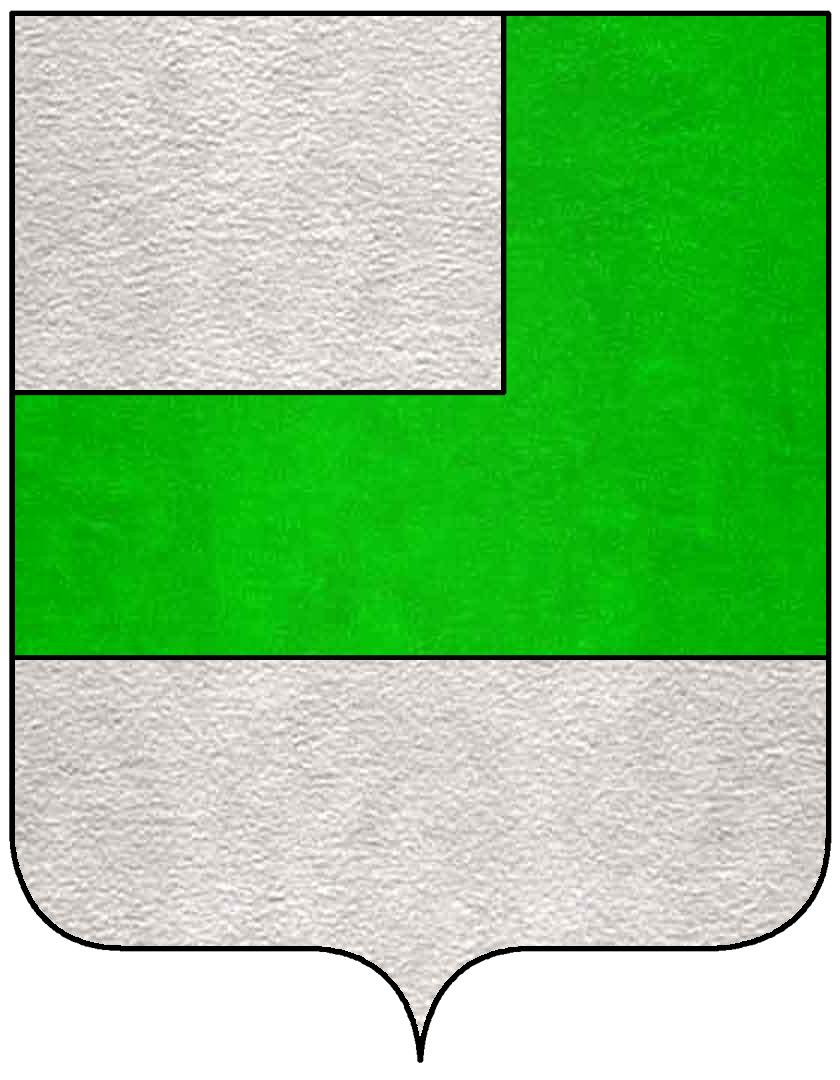
Fascia-cantone sinistra (fascia + cantone sinistro)

- forme derivanti dalla giustapposizione di due o più forme semplici incomplete

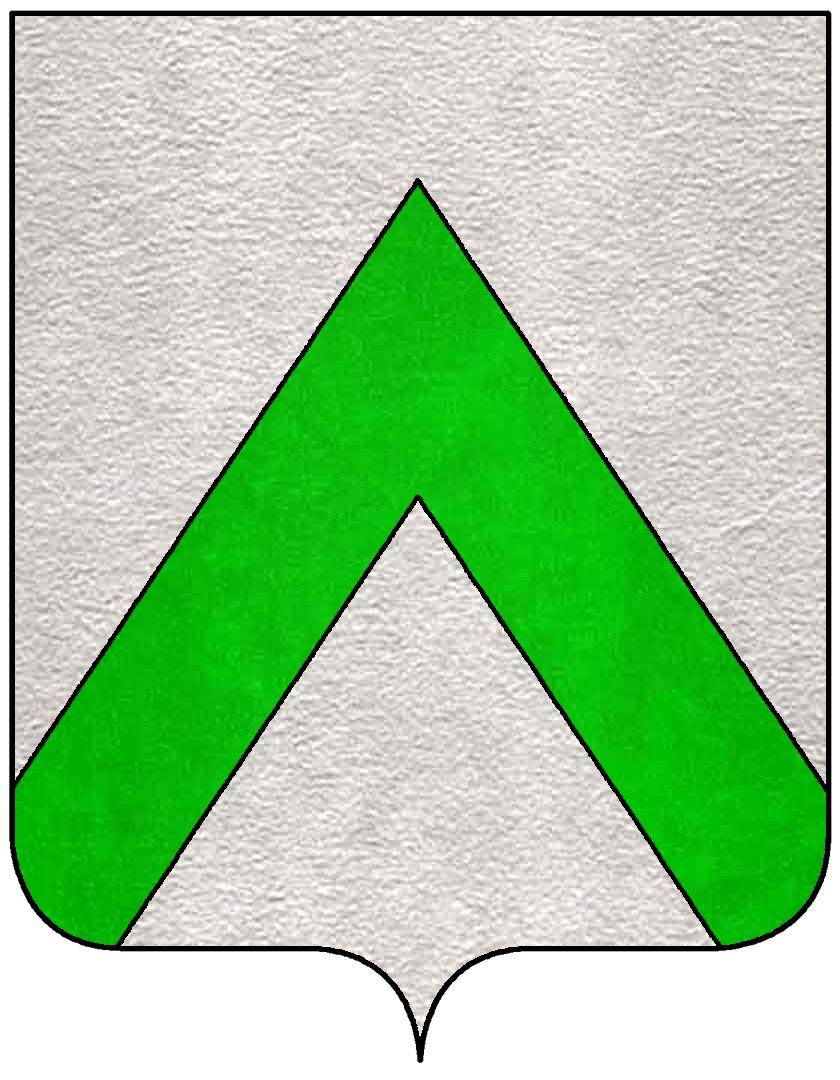
Scaglione (sbarra + banda)
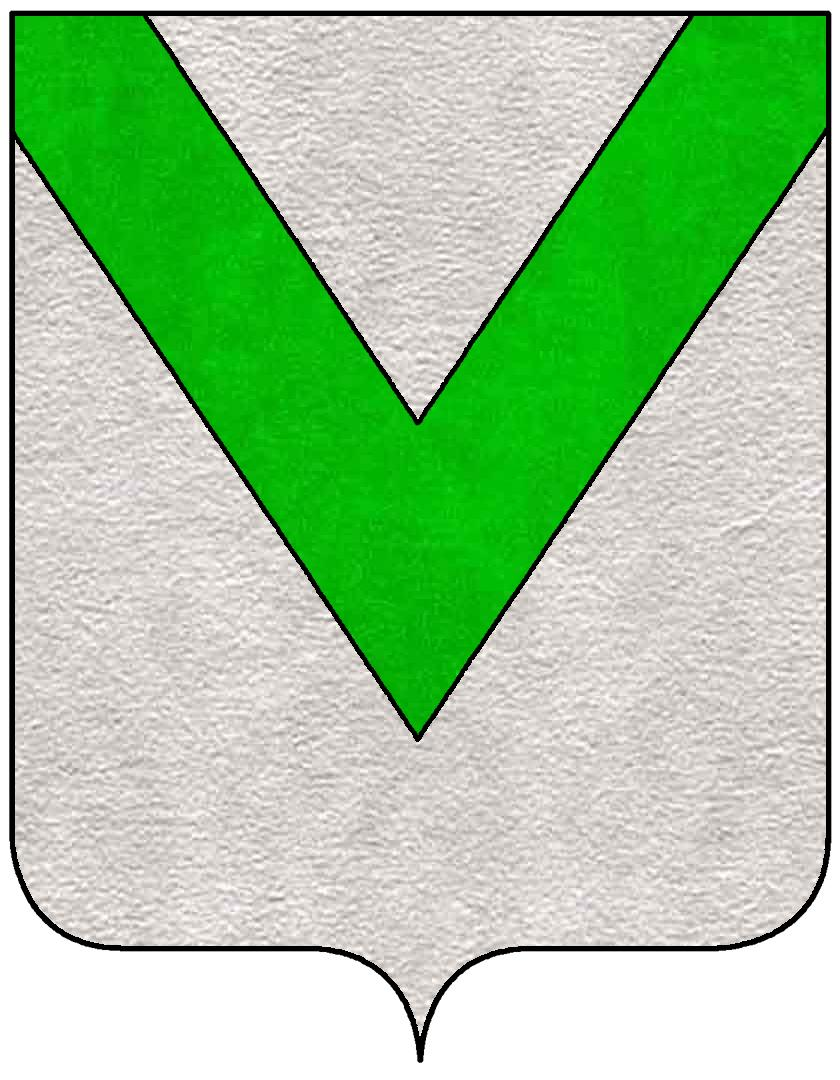
Scaglione rovesciato (sbarra + banda)
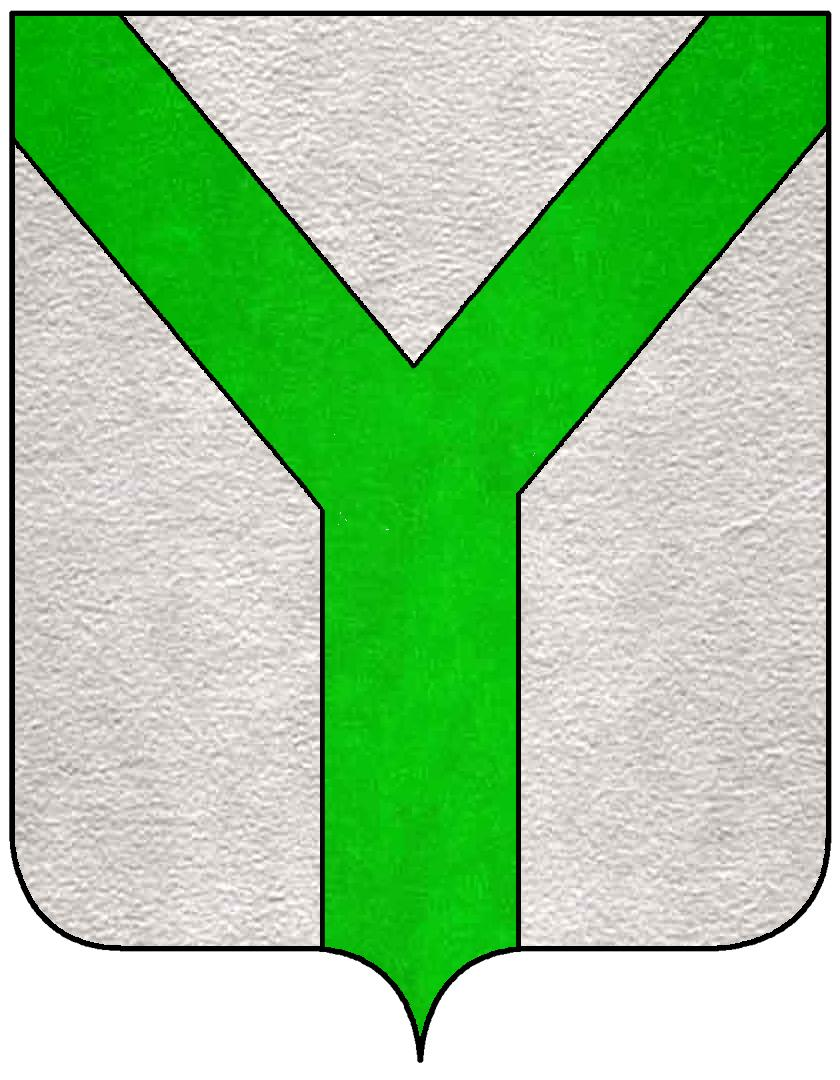
Pergola (banda + sbarra + palo)

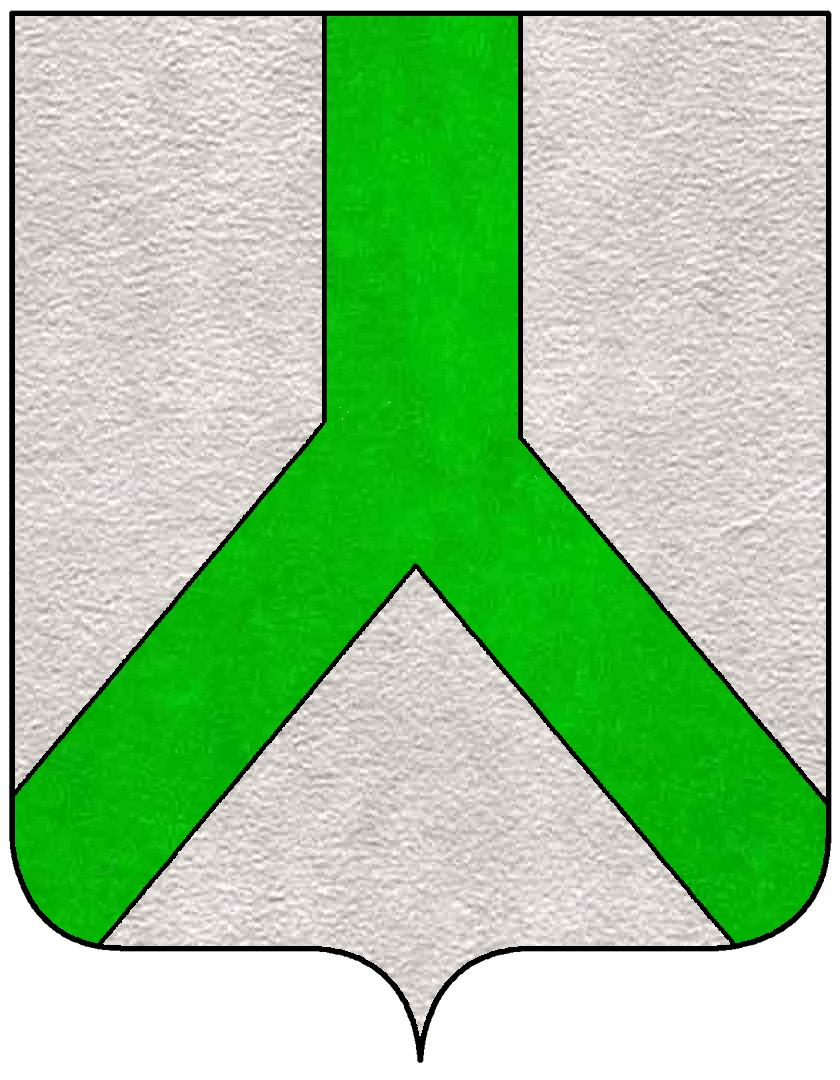
Pergola rovesciata (banda + sbarra + palo)
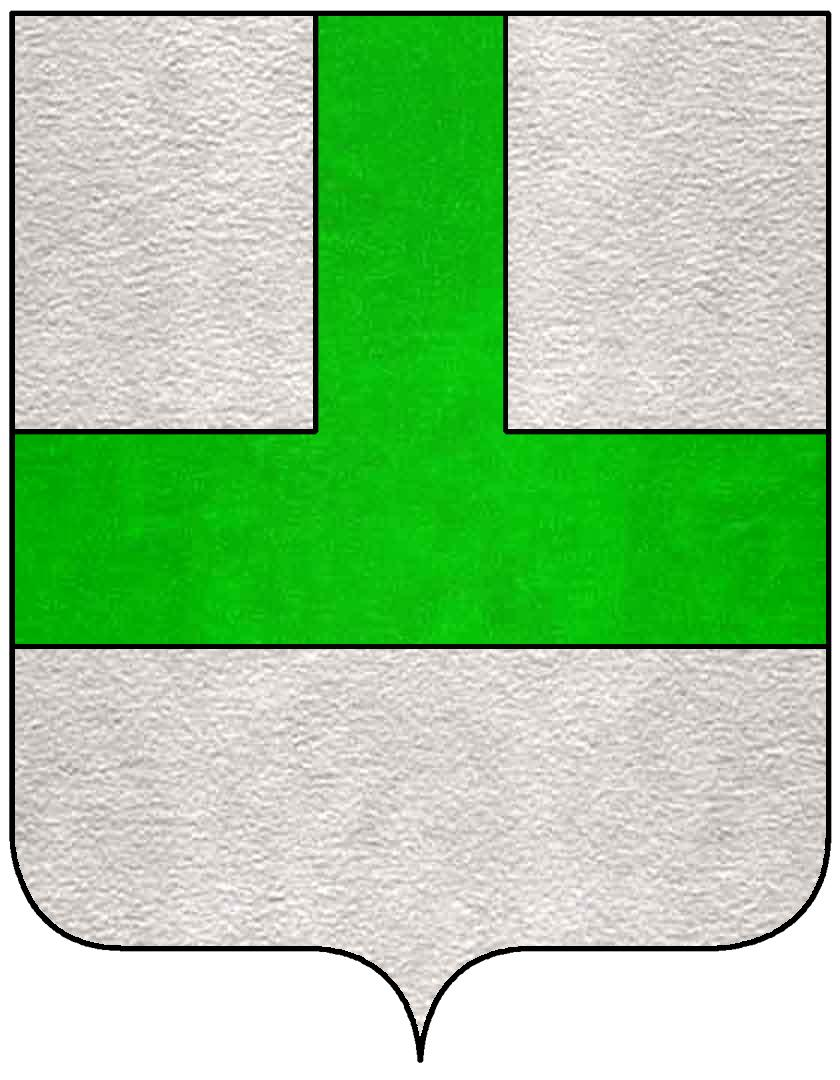
Fascia-palo in capo (fascia + palo)
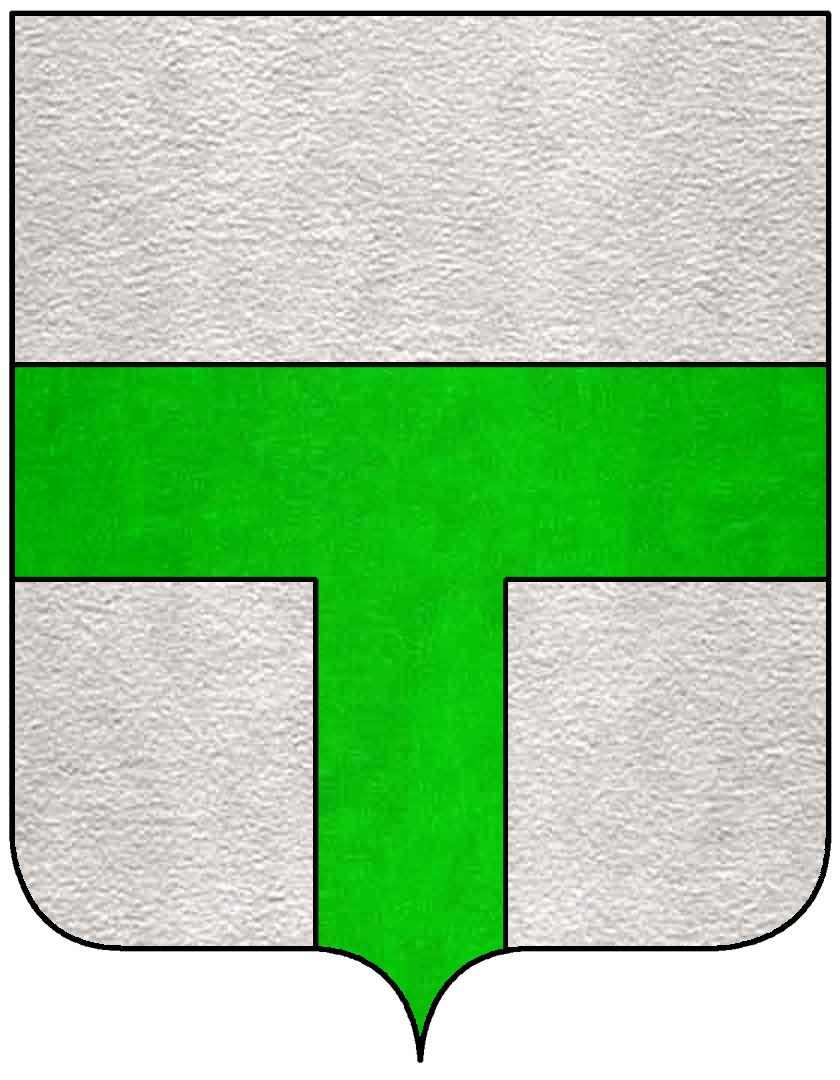
Fascia-palo in punta (fascia + palo)

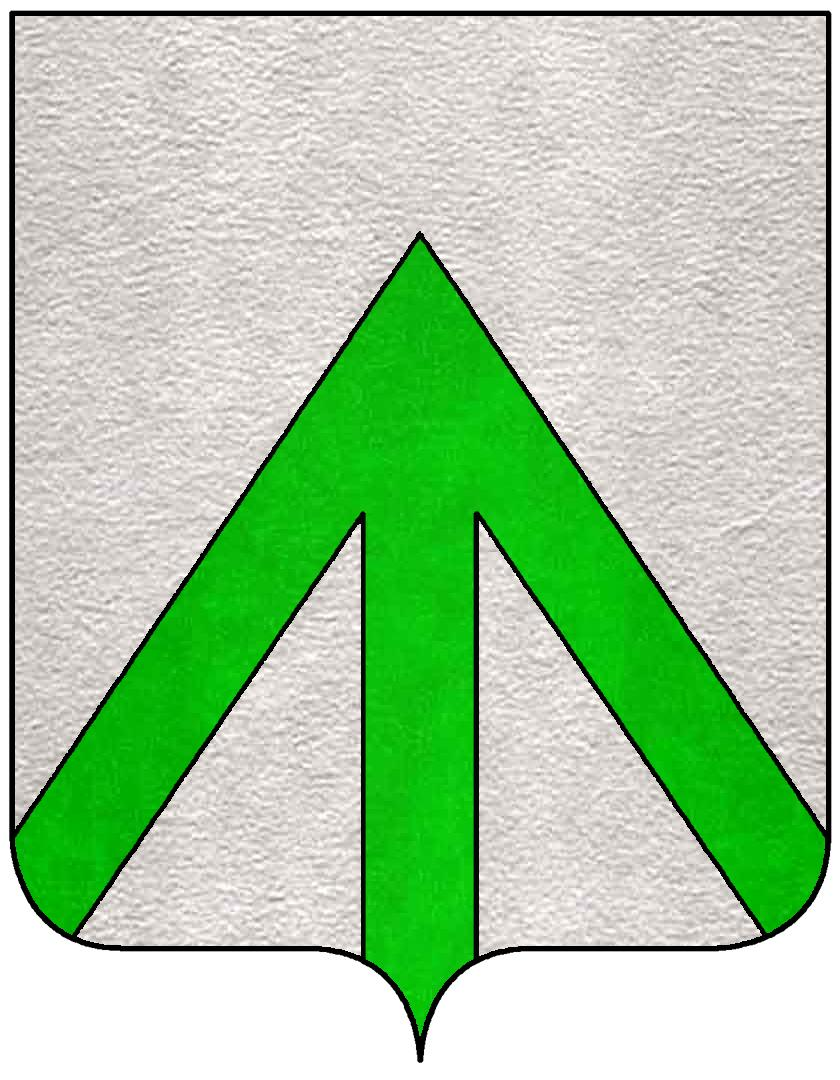
Palo-scaglione (scaglione + palo)
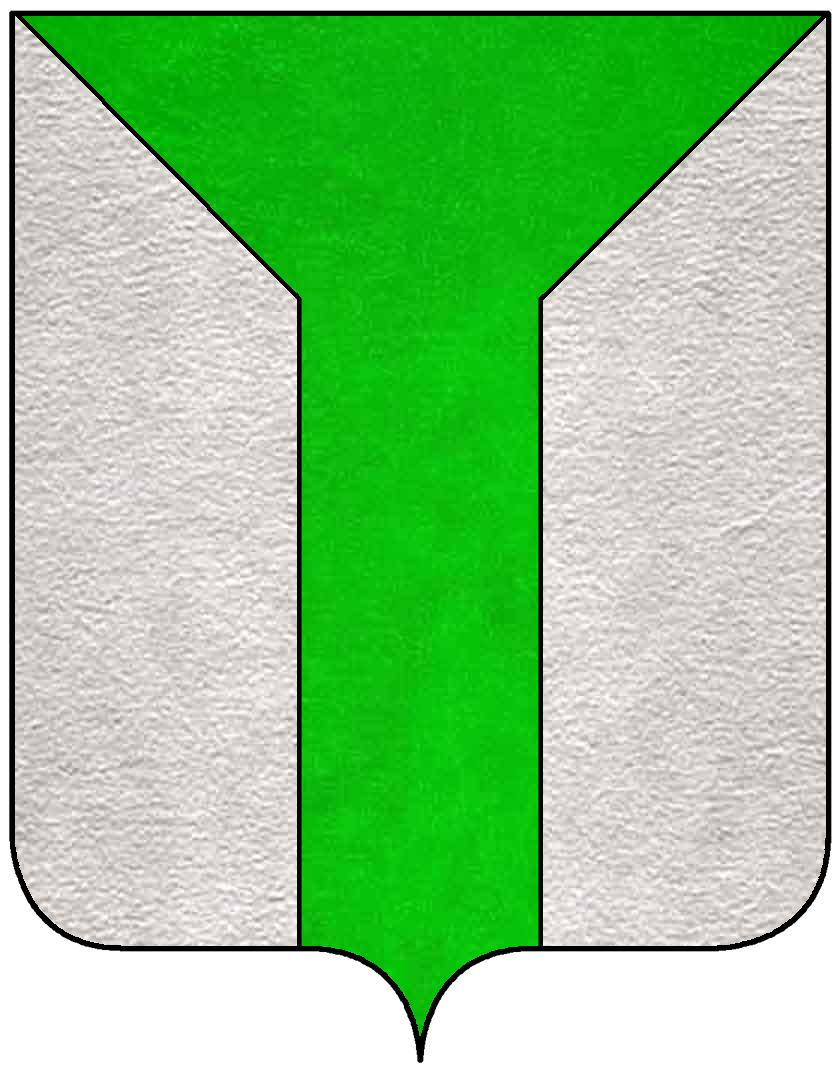
Gousset (palo + punta rovesciata)
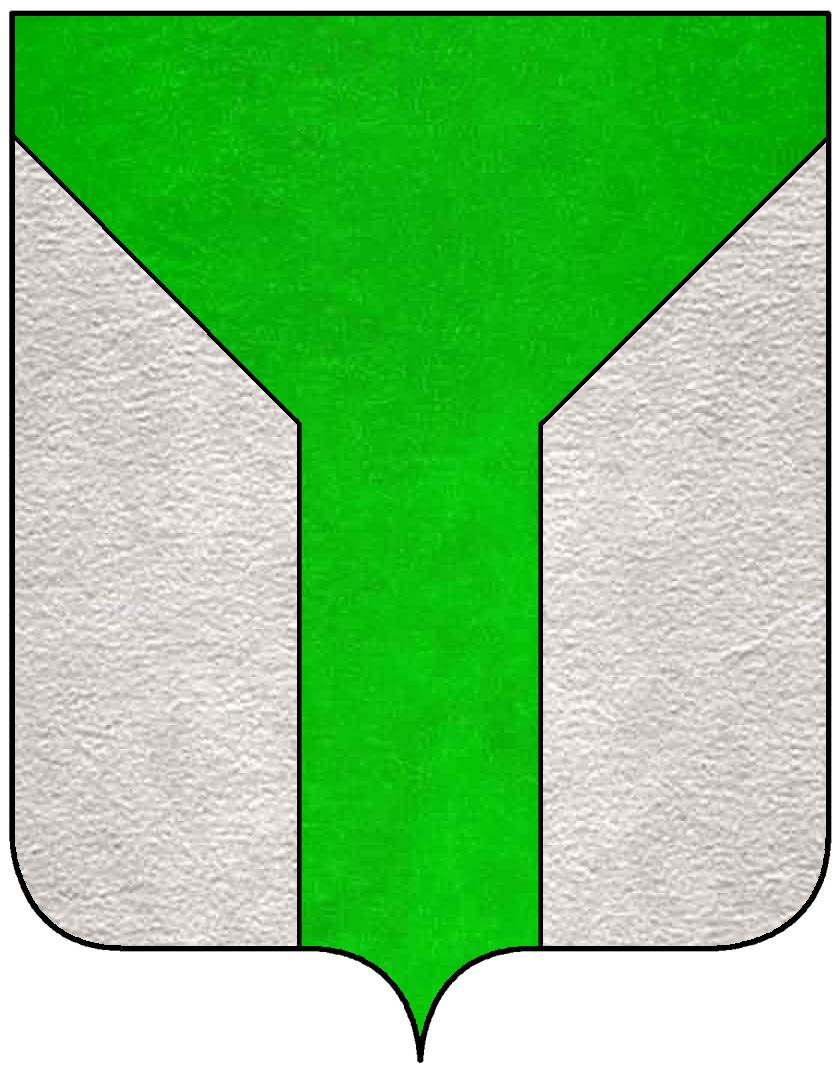
Gousset (pergola + punta rovesciata)

- altre forme

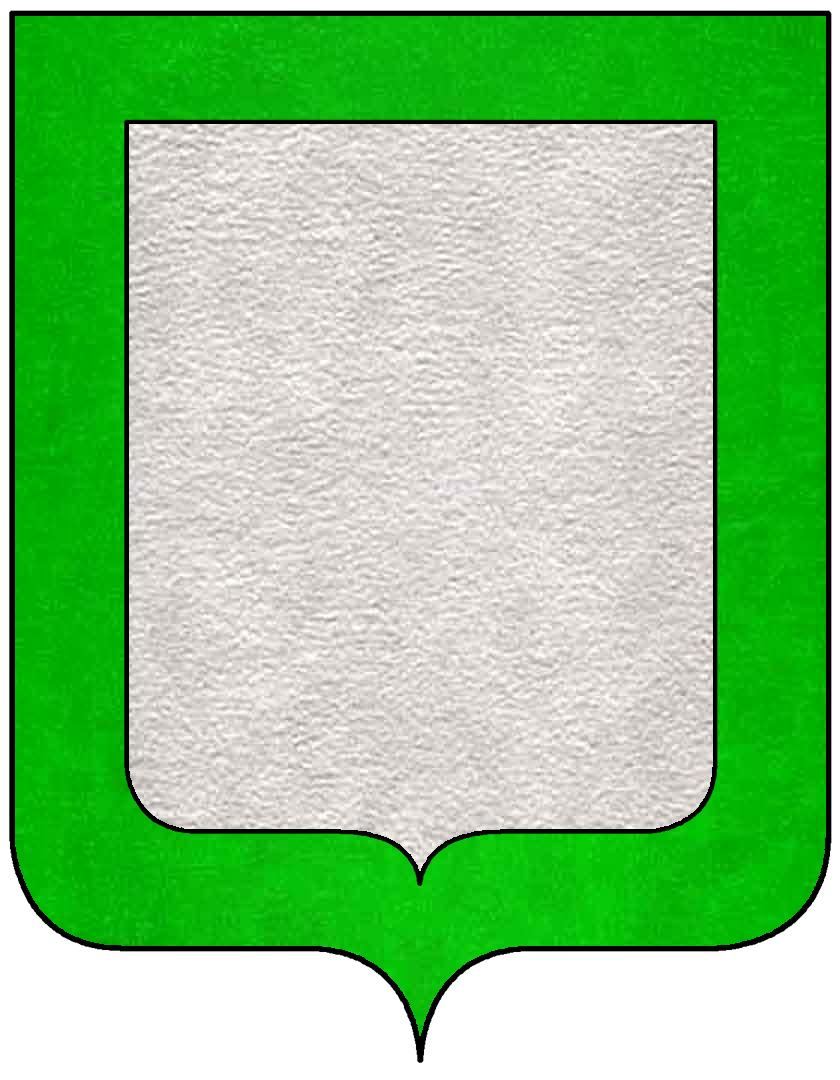
Bordura
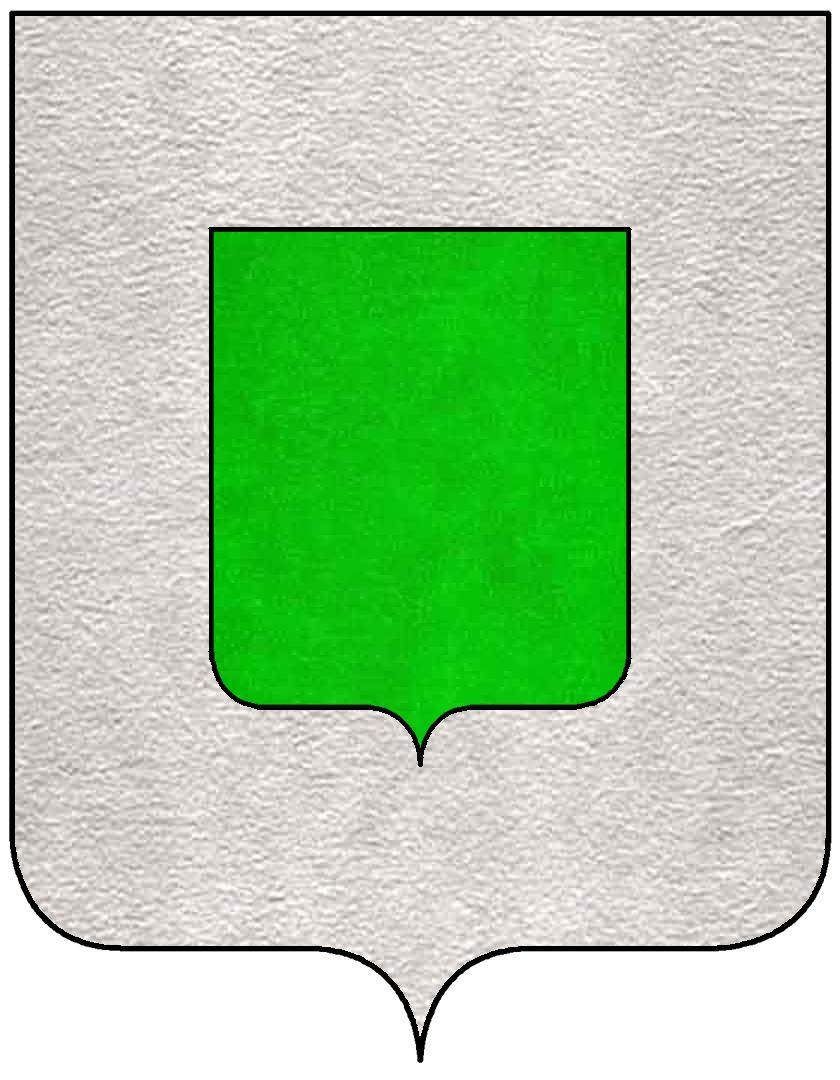
Scudetto in cuore
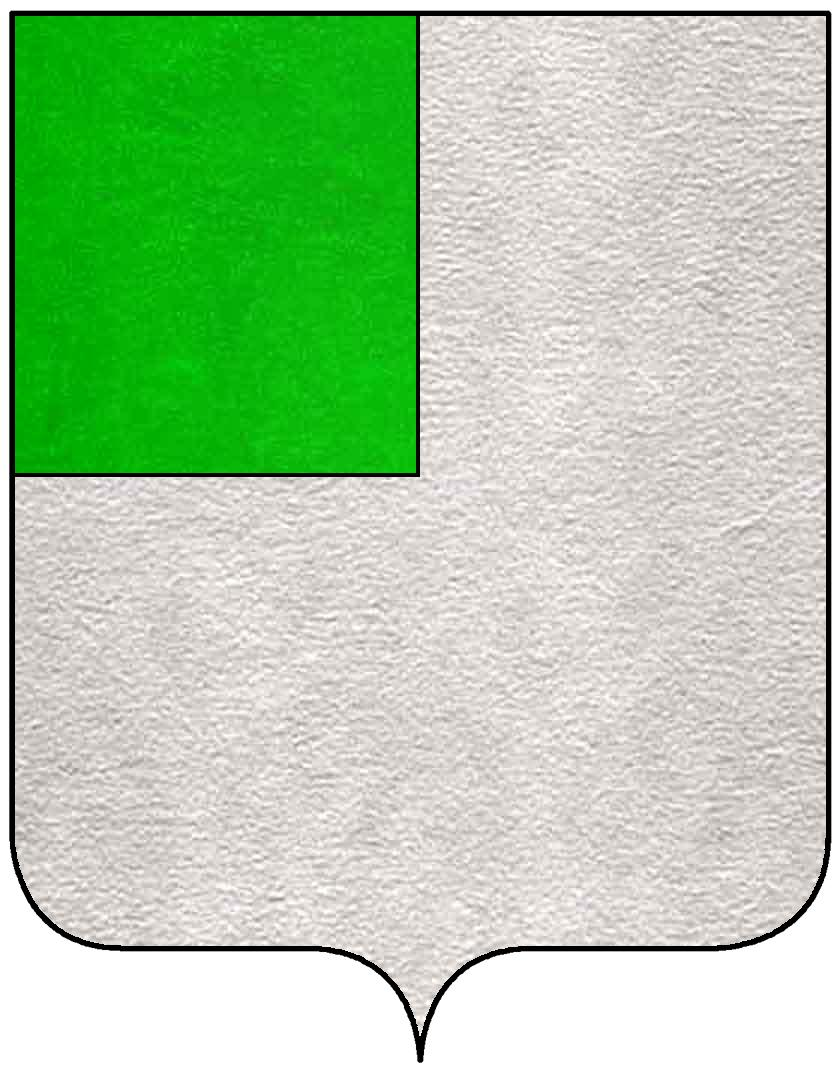
Quartier franco destro
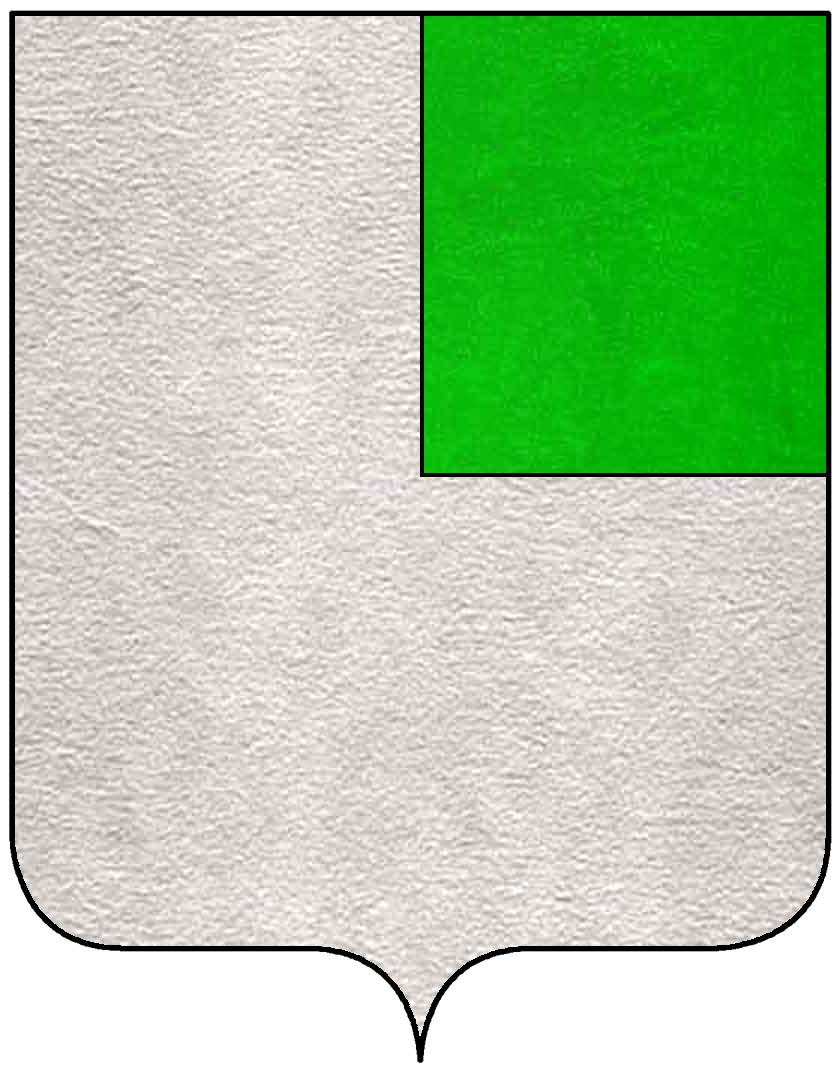
Quartier franco sinistro
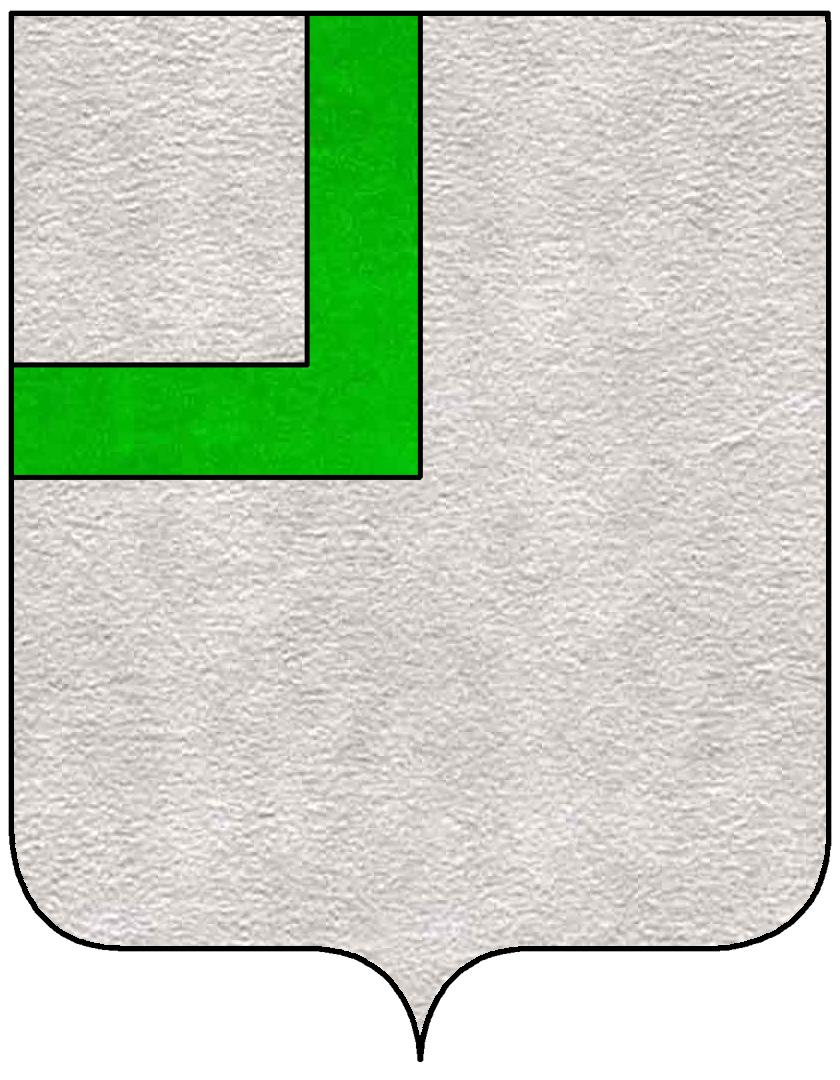
Squadra destra
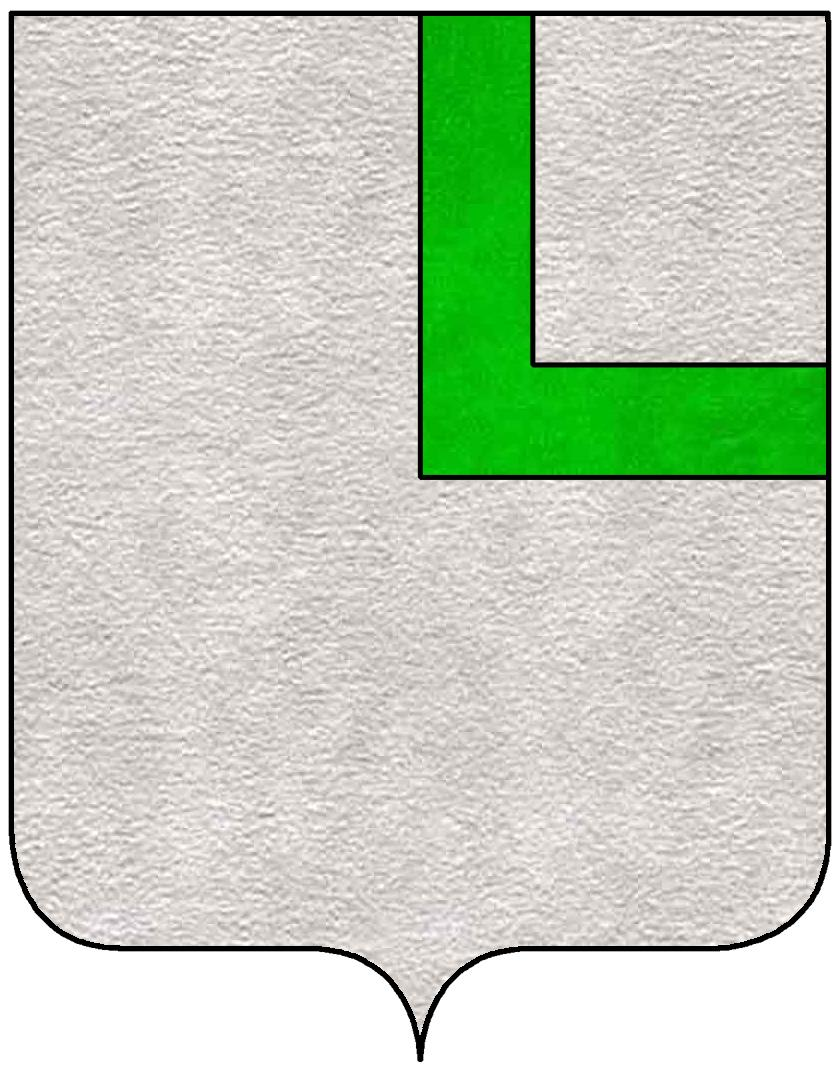
Squadra sinistra

- Cantone
- Vestito
- Cappato

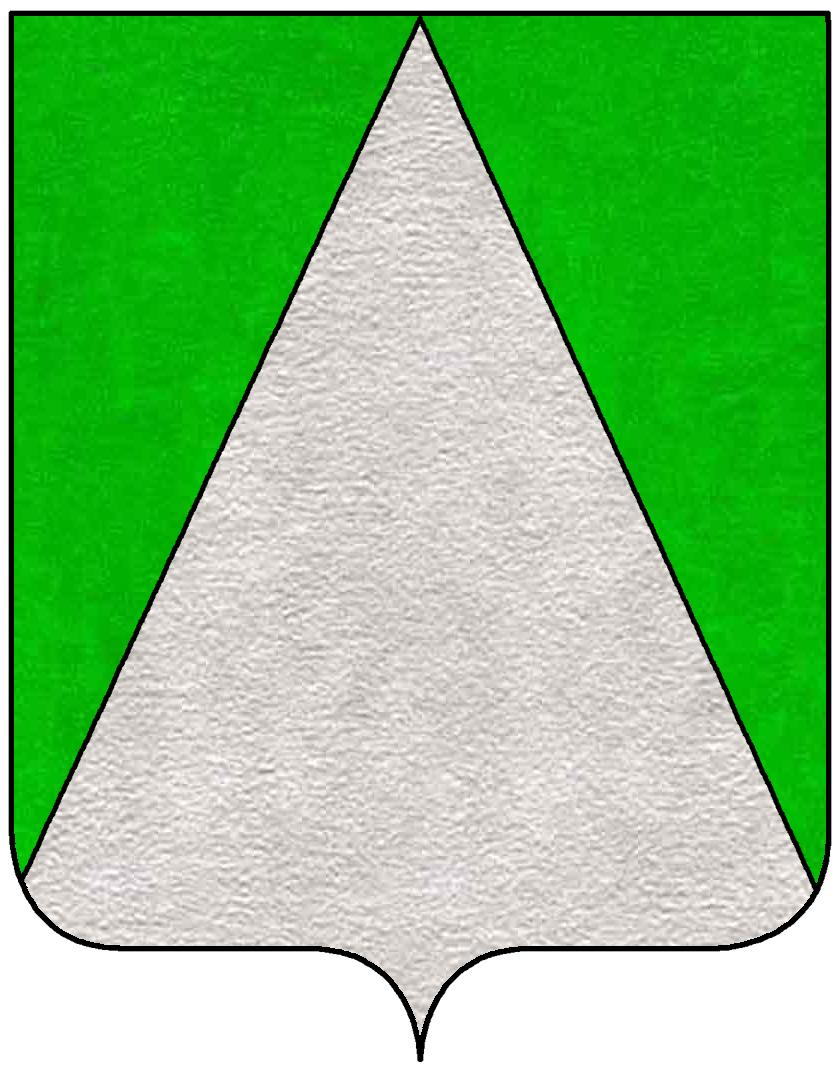
Mantellato
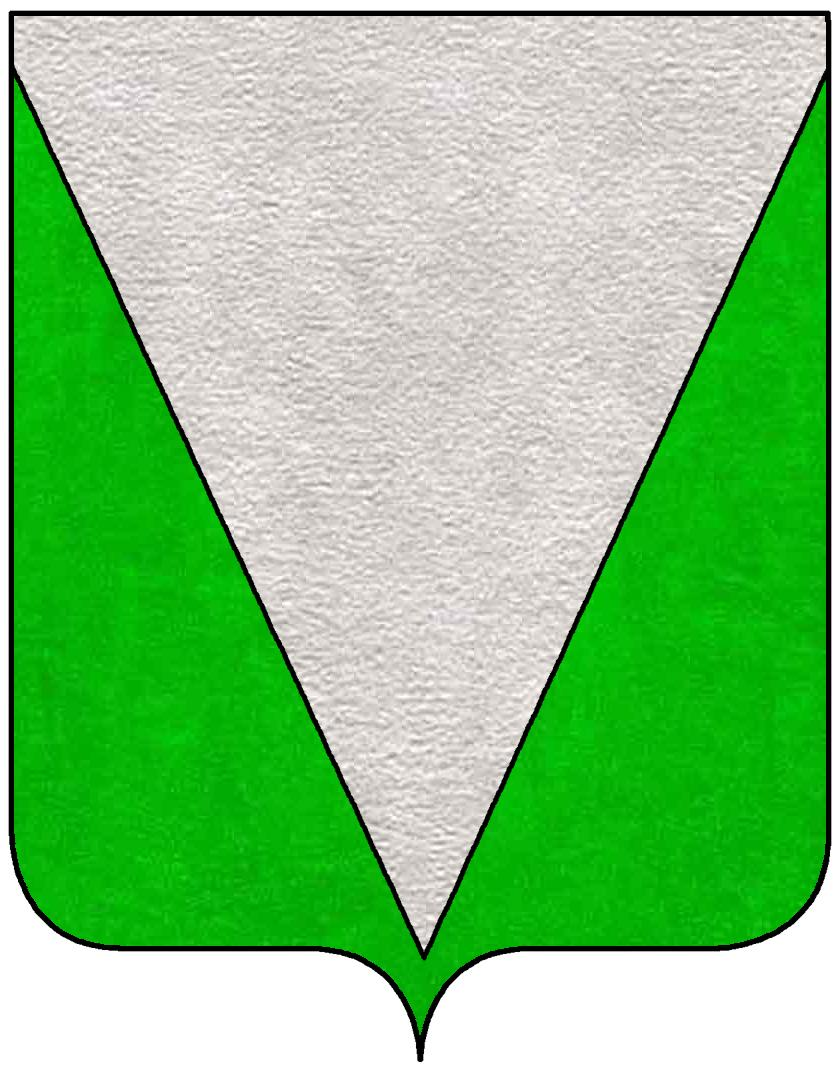
Calzato
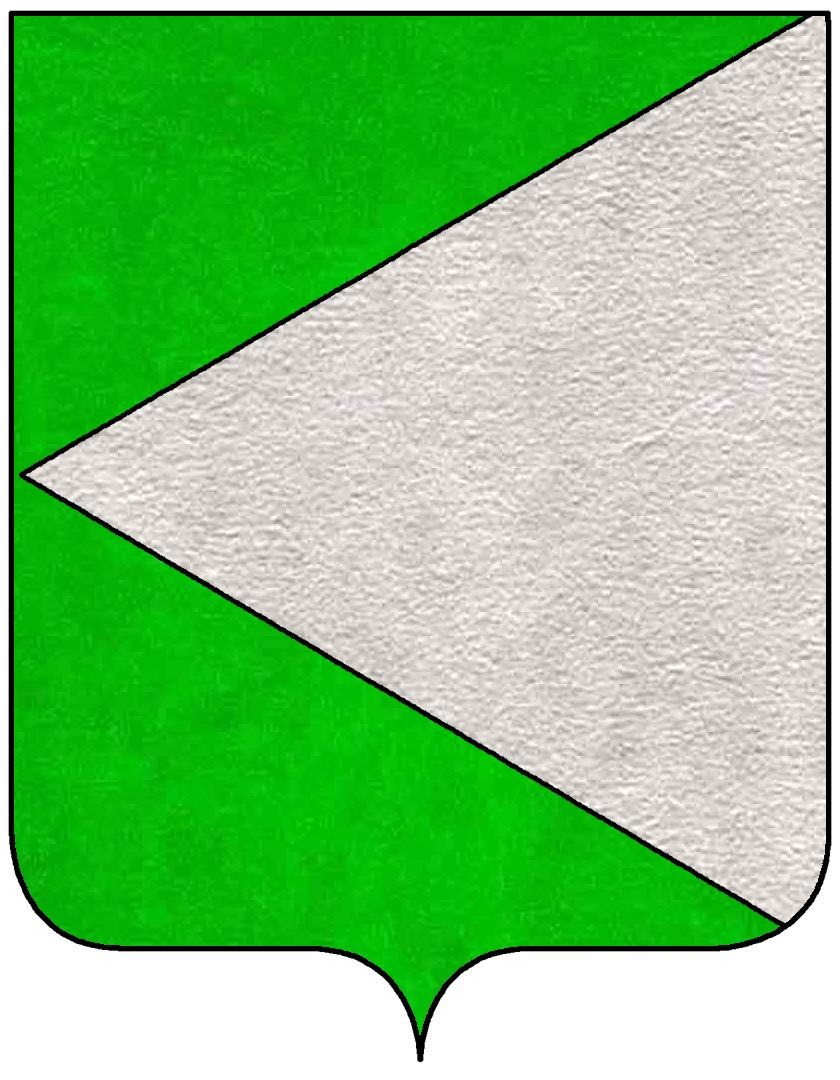
Abbracciato a destra
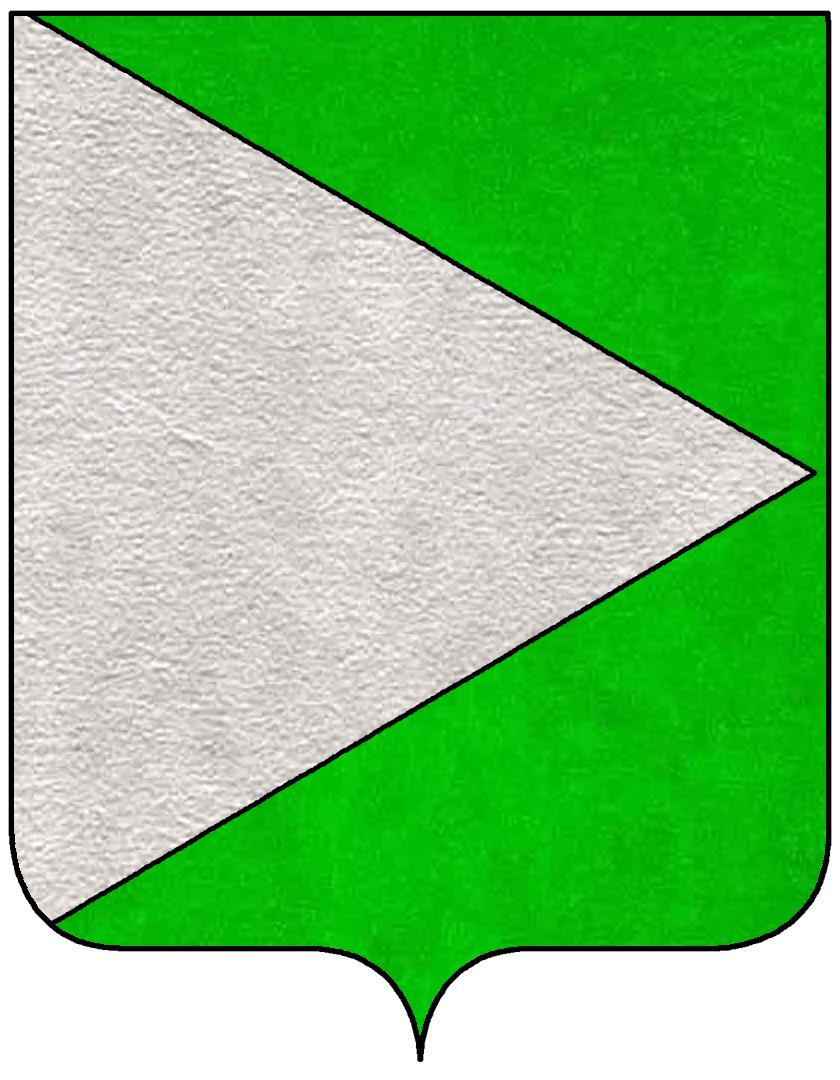
Abbracciato a sinistra

## Classificazioni che utilizzano criteri oggettivi
- La grandezza della superficie che dovrebbe essere un terzo dello scudo, applicabile a: (oltre a quelle fondamentali) la sbarra, la campagna, la bordura e lo scudetto in cuore (a condizione di impiegare dimensioni più abbondanti di quelle del punto del cuore). Secondo questo criterio si dovrebbero trovare anche il fianco destro e il fianco sinistro, ma queste pezze sono molto rare. Si deve notare che nell'araldica italiana queste due ultime pezze onorevoli sono invece considerate due partizioni.
- il modo di aderire allo scudo: le pezze toccano almeno due bordi dello scudo (le pezze più antiche avevano necessità di un aggancio fisico sul bordo dello scudo). Questo criterio è applicabile alla lista precedente con la sola eccezione dello scudetto in cuore, ed introduce un gran numero di altre pezze tra cui la croce, la croce di S. Andrea (o croce in decusse), il canton franco, la pergola, la punta...
- le ripetibili: pezze che hanno la capacità di generare la loro riproduzione in molti esemplari (ripartizioni): ancora quelle fondamentali (benché il capo sembri difficilmente ripetibile) più la sbarra.

## Classificazioni che forniscono elenchi completi
Sono molto numerose, ecco alcuni esempi secondo vari autori, con le pezze che essi aggiungono a quelle "fondamentali" suindicate:
- Amédée de Foras: sbarra, croce, croce di sant'Andrea.
- Duhoux d'Argicourt: sbarra, croce, croce di S. Andrea, quartiere, gherone, campagna
- Jouffroy d'Eschavannes: sbarra, croce, croce di sant'Andrea, quartiere, gherone, scudetto in cuore, campagna, questa ultima solo a partire da Napoleone.
- A. O'Kelly de Galway:  croce, croce di sant'Andrea.

Pezze onorevoli secondo Larousse, edizione del 1923.

- Larousse: che non sembra essere un riferimento molto sicuro: i punti equipollenti qui riportati non sono una pezza, ma una partizione. Ciò è stato corretto nell'edizione del 2004, che peraltro introduce altri errori, tra cui una blasonatura errata per cappato, calzato, abbracciato, mantellato e manicato e fa un disegno dell'orlo che non corrisponde alla definizione dello stesso Larousse.